# Las Vegas Raiders
O Las Vegas Raiders é uma franquia profissional de futebol americano sediada na Região Metropolitana de Las Vegas, em Nevada. Os Raiders competem na National Football League (NFL) como um clube membro da divisão oeste da American Football Conference (AFC). Fundado em 30 de janeiro de 1960, ele jogou seu primeiro jogo da temporada regular em 11 de setembro de 1960, como membro fundador da American Football League (AFL), que se fundiu com a NFL em 1970.
Os primeiros três anos de operação da equipe (1960-1962) foram prejudicados pelo fraco desempenho em campo, dificuldades financeiras e público irregular. Em 1963, no entanto, os Raiders melhoraram dramaticamente com a introdução do treinador principal (e eventual proprietário) Al Davis. Em 1967, após vários anos de melhora, os Raiders alcançaram a pós-temporada pela primeira vez. A equipe iria ganhar seu primeiro (e único) título da AFL naquele ano; Ao fazê-lo, os Raiders avançaram para o Super Bowl II, onde foram derrotados pelo Green Bay Packers. Desde 1963, a equipe ganhou 15 títulos de divisão (três AFL e doze NFL), quatro Campeonatos da AFC (1976, 1980, 1983 e 2002), um Campeonato  da AFL (1967) e três Super Bowls (XI, XV e XVIII). No final da temporada de 2017 da NFL, os Raiders tiveram um recorde de 462 vitórias na temporada regular, 411 derrotas e 11 empates; o seu recorde de playoff é de 25 vitórias e 19 derrotas.
A equipe partiu de Oakland para jogar em Los Angeles, Califórnia, da temporada de 1982 até a temporada de 1994, antes de retornar a Oakland no início da temporada de 1995. Al Davis foi o dono da equipe de 1972 até sua morte em 2011. O controle da franquia foi dado ao filho de Al, Mark Davis.
Em 27 de março de 2017, os proprietários das equipe da NFL votaram quase unanimemente para aprovar o pedido dos Raiders para se mudarem de Oakland para Las Vegas, Nevada, em uma votação de 31-1 nas reuniões anuais da liga em Phoenix, Arizona. Os Raiders planejam permanecer em Oakland até 2018 - e possivelmente em 2019 - e se mudar para Las Vegas em 2019 ou 2020, dependendo da conclusão do novo estádio da equipe. O time oficialmente se deslocou para a área de Grande Las Vegas em 22 de janeiro de 2020.
Os Raiders são conhecidos por sua extensa base de fãs e cultura de equipe distinta. Os Raiders têm quatorze ex-membros que foram consagrados no Hall da Fama do futebol americano. Os Raiders, desde 2020, mandam seus jogos no Allegiant Stadium, a oeste do distrito de Paradise, Nevada. Eles já jogaram no Kezar Stadium em San Francisco, Califórnia, no Candlestick Park em San Francisco, no Frank Youell Field em Oakland, no Los Angeles Memorial Coliseum em Los Angeles, e no Oakland Alameda Coliseum, em Oakland, Califórnia. Em 2023, a franquia foi avaliada em US$ 6,2 bilhões de dólares.

## História

### Primeiros anos
O Oakland Raiders iriam originalmente ser chamados de "Oakland Señors" depois que um concurso para escolha de nome teve esse nome como vencedor, mas depois de ser alvo de piadas, o nome foi mudado para Raiders antes do início da temporada de 1960. Tendo desfrutado de uma carreira de treinador universitário de sucesso em Navy durante a década de 1950, Eddie Erdelatz, natural de São Francisco, foi contratado como o primeiro treinador dos Raiders depois de rejeitar ofertas do Washington Redskins da NFL e do Los Angeles Chargers da AFL. Em janeiro de 1960, os Raiders foram estabelecidos em Oakland, e por causa da interferência da NFL com o oitavo proprietário da franquia original, foram a última equipe na nova liga de futebol americano a selecionar jogadores, assim relegado ao talento restante disponível.
A lista de 42 jogadores dos Raiders de 1960 incluiu 28 novatos e apenas 14 veteranos. Entre os novatos dos Raiders estavam o futuro Hall da Fama, Jim Muto, e um futuro treinador do Raiders, o quarterback Tom Flores. Em seu ano de estreia, sob o comando de Erdelatz, os Raiders terminaram com um recorde de 6-8.
Os conflitos de propriedade impediram que a equipe contratasse os primeiros jogadores do Draft. Em 18 de setembro de 1961, Erdelatz foi demitido depois que os Raiders perderam por 77-46 nos dois primeiros jogos da temporada. Em 24 de setembro de 1961, após a demissão de Erdelatz, a gerência nomeou Marty Feldman, ex-treinador da linha ofensiva, como treinador dos Raiders. A equipe terminou a temporada de 1961 com um recorde de 2-12.
Feldman começou a temporada de 1962 como treinador dos Raiders, mas foi demitido em 16 de outubro de 1962, após um início de 0-5. De 16 de outubro até dezembro, os Raiders foram treinados pelo ex-assistente técnico Red Conkright. Sob o comando de Conkright, os Raiders tiveram um recorde de 1-8, terminando a temporada com um recorde de 1-13. Após a temporada de 1962, os Raiders nomearam Conkright para uma posição de mentor interino enquanto procuravam um novo treinador.

### AFL e Al Davis

#### Al Davis
Depois da temporada de 1962, os Raiders contrataram Al Davis como treinador principal e gerente geral. Aos 33 anos, ele era a pessoa mais jovem da história do futebol profissional a ocupar os cargos. Davis imediatamente começou a implementar o que ele chamou de jogo vertical: uma agressiva estratégia ofensiva inspirada pelo ataque desenvolvido pelo treinador Sid Gillman. Sob o comando de Davis, os Raiders melhoraram para 10-4 e ele foi nomeado Treinador do Ano da AFL em 1963. Embora a equipe tenha caído para 5–7–2 em 1964, eles se recuperaram para um recorde de 8–5–1 em 1965. O famoso uniforme prata e preto estreou no jogo de abertura da temporada regular em 8 de setembro de 1963. Antes disso, a equipe usava uma combinação de preto e branco com ouro nas calças e numerais de grandes dimensões.

#### A partida e retorno de Davis
Em abril de 1966, Davis deixou os Raiders depois de ser nomeado Comissário da AFL, promovendo o assistente técnico John Rauch ao cargo de treinador. Dois meses depois, a liga anunciou sua fusão com a NFL. As ligas manteriam temporadas regulares separadas até 1970. Com a fusão, a posição de comissário não era mais necessária e Davis entrou em discussões para retornar aos Raiders. Em 25 de julho de 1966, Davis comprou uma participação de 10% na equipe por US $ 18.000 e tornou-se o terceiro sócio geral - o parceiro encarregado das operações do futebol.
Sob o comando de Rauch, os Raiders igualaram o recorde de 8–5‑1 da temporada de 1965 em 1966, mas não foram para os playoffs, terminando em segundo na AFL West Division.

#### Título da AFL
No campo, a equipe que Davis montou melhorou constantemente. Liderados pelo quarterback Daryle Lamonica, adquiridos em uma troca com o Buffalo Bills, os Raiders terminaram a temporada de 1967 com um recorde de 13-1 e venceram a AFL Championship de 1967, derrotando o Houston Oilers por 40-7. A vitória rendeu à equipe uma viagem ao Orange Bowl em Miami, Flórida, para participar do Super Bowl II. Em 14 de janeiro de 1968, os Raiders foram derrotados por 33-14 para o Green Bay Packers de Vince Lombardi.
No ano seguinte, os Raiders terminaram a temporada de 1968 com um recorde de 12-2 e novamente venceram a Divisão Oeste da AFL. No entanto, desta vez, eles perderam por 27-23 para o New York Jets no AFL Championship Game.
Citando conflitos de gestão com as decisões cotidianas, Rauch renunciou ao cargo de treinador principal dos Raiders em 16 de janeiro de 1969, aceitando o cargo de treinador principal do Buffalo Bills.

#### John Madden
Durante o início da década de 1960, John Madden foi assistente adjunto da San Diego State University, sob o comando do treinador Don Coryell. Madden creditou Coryell como sendo uma influência em seu treinamento. Em 1967, Madden foi contratado por Al Davis como o treinador dos linebackers dos Raiders. Em 4 de fevereiro de 1969, após a saída de John Rauch, Madden foi nomeado o sexto treinador dos Raiders.
Sob o comando de Madden, os Raiders de 1969 conquistaram o título da AFL West Division pelo terceiro ano consecutivo com um recorde de 12-1-1. Em 20 de dezembro de 1969, os Raiders derrotaram os Oilers por 56-7 nos playoff da AFL. Na Final da AFL em 4 de janeiro de 1970, os Raiders foram derrotados pelo Kansas City Chiefs de Hank Stram por 17-7.

### Fusão AFL-NFL
Em 1970, a fusão AFL-NFL ocorreu oficialmente e os Raiders se juntaram à Western Division da American Football Conference (AFL West com as mesmas equipes de 1969, exceto o Cincinnati Bengals) na recém-fundida NFL. A primeira temporada pós-fusão viu os Raiders vencerem a AFC West com um recorde de 8-4-2 e avançarem para a final da conferência, onde perderam para o Baltimore Colts. Apesar de outra temporada 8–4–2 em 1971, os Raiders não conseguiram vencer a divisão ou irem para os playoffs. Quando o reserva Ron Mix jogou, os Raiders de 1971 tiveram uma linha ofensiva de Hall da Fama do All-Pro Football com Art Shell, o guard Gene Upshaw, o center Jim Otto e o tackle Bob Brown.

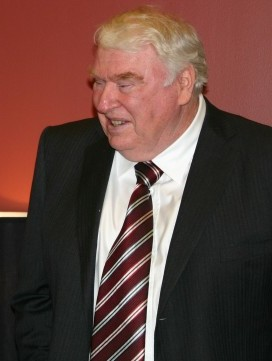
John Madden foi o treinador dos Raiders por 10 temporadas. A porcentagem total de vitórias de Madden, incluindo os jogos do playoff, ocupa o segundo lugar na história da liga. Ele ganhou um Super Bowl e nunca teve uma temporada perdida como técnico principal.

As equipes dos Raiders da década de 1970 eram equipes dominantes, com nove membros da equipe no Hall of Fame, incluindo o treinador, John Madden. Nos anos 70, os Raiders criaram a identidade e a persona da equipe como uma equipe que era contundente. Dominante na defesa, com os golpes esmagadores dos Safety Jack Tatum e George Atkinson e o cornerback Skip Thomas, os Raiders ocupavam regularmente o primeiro lugar na AFC West, entrando nos playoffs em quase todas as temporadas. De 1973 a 1977, os Raiders alcançaram a final da conferência todos os anos.
Esta foi também a era de uma rivalidade entre o Pittsburgh Steelers e os Raiders. Na década de 1970, os Steelers e os Raiders eram freqüentemente os dois melhores times da AFC e, possivelmente, da NFL. As equipes se reuniriam em cinco ocasiões diferentes nos playoffs de 1974 a 1976 e o vencedor do jogo Steelers-Raiders ganhou o Super Bowl em três desses casos. A rivalidade chamou a atenção na mídia esportiva, com polêmica, acusações e declarações públicas.
A rivalidade começou e foi alimentada por uma polêmica jogada de último segundo em seu primeiro jogo de playoff em 1972. Naquela temporada, os Raiders conseguiram um recorde de 10–3‑1 e um título de AFC West. Na rodada divisional, os Raiders perderiam para os Steelers por 13-7 na controversa jogada que ficou conhecida como a "Recepção Imaculada".
Em 1974, Oakland teve uma temporada regular de 12–2, que incluiu uma sequência de nove vitórias. Eles bateram os Dolphins por 28-26 no Divional Round em um jogo conhecido como "Sea of Hands". Eles então perderam o AFC Championship para o Steelers, que ganhou o Super Bowl. Os Raiders foram detidos a apenas 29 jardas pela defesa de Pittsburgh e os erros tardios fizeram com que a vantagem de 10-3 no início do quarto quarto fosse revertida para uma decepcionante derrota por 24-13.
Na abertura da temporada de 1975, os Raiders venceram Miami e terminaram sua sequência de 31 vitórias em casa. Com um recorde de 11-3, eles derrotaram Cincinnati por 31-28 no Divisional Round. Mais uma vez, os Raiders enfrentaram os Steelers na final da conferência, ávidos por vingança. Forçados a se adaptar ao campo congelado do Three Rivers Stadium, com os receptores escorregando e incapazes de fazer movimentos rápidos, os Raiders perderam por 16-10. A rivalidade agora se transformara em ódio e se tornara o estereótipo do "rancoroso". Mais uma vez, os Raiders ficaram em desvantagem, já que o Steelers venceu a AFC Championship e depois ganhou outro título do Super Bowl.

### Super Bowl XI
Em 1976, os Raiders venceram o Pittsburgh por 31-28 na abertura da temporada e continuaram a consolidar sua reputação de jogar sujo ao machucar o WR Lynn Swann e deixa-lo fora por duas semanas. Al Davis mais tarde tentou processar o treinador do Steelers, Chuck Noll, por difamação, depois que o último chamou o safety George Atkinson de criminoso pelo ataque. Os Raiders venceram 13 jogos na temporada regular e uma controversa vitória por 21-17 sobre New England no Divisional Round. Eles então derrotaram os Steelers por 24-7 na Final da AFC para avançar para seu segundo Super Bowl.
No Super Bowl XI, o adversário de Oakland era o Minnesota Vikings, uma equipe que havia perdido três Super Bowls anteriores. Os Raiders ganharam de 32-14 e conquistaram o seu primeiro título pós-fusão.
Na temporada seguinte, os Raiders terminaram com um recorde de 11-3, mas perderam o título da divisão para o Denver Broncos. Eles foram para o wild card e venceram os Colts no segundo jogo com prorrogação na história da NFL e que contou com o "Ghost to the Post". no entanto, os Raiders perderam para os Broncos na Final da AFC.
Apesar dos Raiders de 1978 terem alcançado um recorde de vitórias de 9-7, eles não foram para os playoffs pela primeira vez desde 1971, perdendo os jogos decisivos.

#### Tom Flores
Após 10 temporadas consecutivas e um título do Super Bowl, John Madden deixou o cargo em 1979 para seguir carreira como comentarista na TV. Seu substituto foi o ex-quarterback dos Raiders, Tom Flores, o primeiro treinador hispânico na história da NFL. Flores levou os Raiders para outra temporada de 9-7, mas não foi para os playoffs.
Em meio ao tumulto das tentativas de Al Davis de transferir o time para Los Angeles em 1980, Flores tentou levar o Raiders ao seu terceiro Super Bowl, terminando a temporada com um recorde de 11-5 e ganhando uma vaga de wild card. Os Raiders derrotaram os Oilers no jogo de Wild Card e avançaram para a Final da AFC ao derrotar o Cleveland Browns por 14-12. Os Raiders venceram o San Diego Chargers para avançar para seu terceiro Super Bowl.
No Super Bowl XV, os Raiders enfrentaram o Philadelphia Eagles de Dick Vermeil. Os Raiders dominaram os Eagles vencendo o jogo por 27-10 e conquistando seu segundo Super Bowl e se tornando o primeiro time a vencer o Super Bowl depois de entrar nos playoffs como wild card.

### Era Los Angeles
Em 1980, Al Davis tentou, sem sucesso, fazer melhorias no Oakland Alameda Coliseum. Naquele ano, ele assinou um memorando de concordância para transferir os Raiders de Oakland para Los Angeles. O movimento, que exigiu a aprovação de três quartos dos donos da liga, foi derrotado por 22-0 (com cinco proprietários se abstendo). Quando Davis tentou mover o time de qualquer maneira, ele foi bloqueado por uma liminar. Em resposta, os Raiders não só se tornaram um parceiro ativo em um processo antitruste movido pelo Los Angeles Memorial Coliseum (que havia perdido recentemente o Los Angeles Rams), mas também entraram com um processo antitruste por conta própria. Depois que o primeiro caso foi declarado anulado, em maio de 1982, um segundo júri decidiu em favor de Davis e do Los Angeles Coliseum, abrindo caminho para a mudança. Com a decisão, os Raiders se mudariam para Los Angeles para a temporada de 1982 para jogar seus jogos em casa no Los Angeles Coliseum.
O Raiders de 1981 caiu para 7-9, não indo para os playoffs após a vitória no Super Bowl.
Os recém-formados Los Angeles Raiders terminaram a temporada encurtada de 1982 com um recorde de 8-1 e venceram a AFC West, mas perderam na segunda rodada dos playoffs para os Jets. Na temporada seguinte, os Raiders terminaram com um recorde de 12-4 e venceram novamente a AFC West. Eles venceram os Steelers e o Seattle Seahawks nos playoffs do AFC, levando os Raiders ao seu quarto Super Bowl.
Contra o Washington Redskins no Super Bowl XVIII, os Raiders venceram por 38-9 e conquistaram seu terceiro título da NFL e os Raiders conquistaram seu terceiro Super Bowl em oito anos.

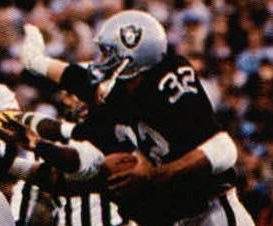
O membro do Hall da Fama dos Raiders, Marcus Allen, é considerado um dos maiores corredores na história da NFL.

A equipe teve outra temporada de sucesso em 1984, terminando com um recorde de 11-5, mas uma sequência de três derrotas obrigou-os a entrar nos playoffs como wild card, onde eles perderam para os Seahawks.
A campanha de Raiders de 1985 viu 12 vitórias e um título de divisão com Marcus Allen sendo nomeado MVP. No entanto, uma derrota para os Patriots acabou com as esperanças na pós-temporada.
A fortuna dos Raiders diminuiu depois disso, e de 1986 a 1989, eles não terminaram melhor do que 8-8 e registraram temporadas perdedoras consecutivas pela primeira vez desde 1961-62. Também em 1986, Al Davis entrou em uma discussão amplamente divulgada com Marcus Allen, a quem ele acusou de fingir estar machucado. A rivalidade continuou em 1987 e Davis retaliou ao contratar Bo Jackson para substituir Allen. No entanto, Jackson também era jogador de beisebol no Kansas City Royals, da Major League Baseball, e não podia jogar em tempo integral até a temporada de beisebol terminar em outubro. Depois de um fraco 5-10, Tom Flores mudou-se para a administração e foi substituído pelo ex-assistente ofensivo do Denver Broncos, Mike Shanahan.
Shanahan levou o time a uma temporada de 7-9 em 1988, e Allen e Jackson continuaram a trocar de lugar como o running back titular. O baixo número de jogadores e a apatia dos torcedores eram evidentes nesse ponto, e no verão de 1988, rumores de um retorno de Raiders para Oakland se intensificaram quando um jogo de pré-temporada contra o Houston Oilers foi agendado no Oakland Alameda Coliseum.
Já em 1986, Davis tentou abandonar o Coliseu em favor de um estádio mais moderno. Além de compartilhar o local com USC, os Raiders ficaram muito aquietados com o Coliseu, que estava envelhecendo e ainda não tinha as suítes de luxo e outras amenidades que Davis prometeu quando transferiu os Raiders para Los Angeles. Vários locais na Califórnia foram considerados, incluindo um já extinto Hollywood Park em Inglewood, onde um estádio da NFL para o Rams e os Chargers está em construção, e outro em Carson. Em agosto de 1987, foi anunciado que a cidade de Irwindale pagou a Davis US $ 10 milhões como depósito de boa-fé para um possível local do estádio. Quando a oferta falhou, Davis manteve o depósito não reembolsável. Durante este tempo, Davis também quase levou a equipe para Sacramento em um acordo que incluiria Davis como sócio-gerente do Sacramento Kings.

#### Art Shell
Negociações entre Davis e Oakland começaram em janeiro de 1989, e em 11 de março de 1991, Davis anunciou sua intenção de trazer os Raiders de volta para Oakland. Em setembro de 1991, no entanto, inúmeros atrasos impediram a conclusão do acordo entre Davis e Oakland. Em 11 de setembro, Davis anunciou um novo acordo para ficar em Los Angeles, levando muitos fãs em Oakland a queimar a parafernália de Raiders em desgosto.
Depois de iniciar a temporada de 1989 com um recorde de 1-3, Shanahan foi demitido por Davis, que começou uma longa disputa entre os dois. Ele foi substituído pelo ex-jogador de linha ofensivo dos Raiders, Art Shell, que havia sido eleito para o Hall da Fama do Futebol Profissional no início do ano. Com a contratação, Shell tornou-se o primeiro treinador afro-americano na era moderna da NFL, mas a equipe ainda terminou com um recorde de 8-8.
Em 1990, a Shell liderou os Raiders para um recorde de 12-4. Por trás da espetacular jogada de Bo Jackson, eles derrotaram o Cincinnati Bengals no Divisional Round. No entanto, Jackson sofreu uma grave lesão no quadril e na perna após um tackle durante o jogo. Sem ele, os Raiders perderam por 51-3 no AFC Championship pelo Buffalo Bills. Jackson foi forçado a abandonar o futebol americano como resultado da lesão, embora a cirurgia lhe permitisse continuar jogando beisebol até se aposentar em 1994.

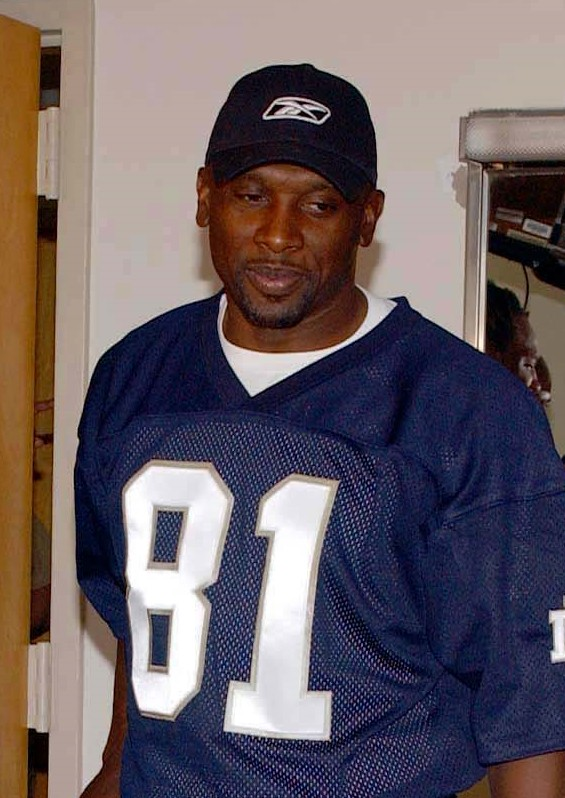
O membro do Hall da Fama dos Raiders, Tim Brown, passou 16 anos com os Raiders, durante os quais ele se estabeleceu como um dos maiores recebedores da NFL

Os Raiders terminaram com um recorde de 9-7 em 1991, mas lutaram em busca de um quarterback confiável e perderam para o Kansas City Chiefs no Wild Card. A luta por um quarterback continuou em 1992, quando os Raiders tiveram dois quarterbacks titulares e tropeçaram em um recorde de 7-9. Eles tiveram mais duas outras aparições nos playoffs durante a década de 1990 e terminaram acima do terceiro lugar apenas três vezes.
Os Raiders se recuperaram bem em 1993 com Jeff Hostetler como o quarterback titular, terminando em segundo lugar na AFC West com um recorde de 10-6. Uma vitória sobre os Broncos no wild card significa uma revanche contra o Bills no Divisional Round. Os Raiders, liderados por dois touchdowns de Napoleon McCallum, levaram vantagem no intervalo, mas conseguiram apenas seis pontos no segundo tempo e perderam para o Bills novamente, 29-23.
No entanto, depois de um recorde de 9-7 na temporada de 1994, mas não indo para a pós-temporada, Art Shell foi demitido.

### Retorno para Oakland
Em 23 de junho de 1995, Davis assinou uma carta de intenções para levar os Raiders de volta a Oakland. A medida foi aprovada pelo Conselho de Supervisão do Condado de Alameda no mês seguinte. Como a NFL nunca reconheceu a mudança inicial dos Raiders para Los Angeles, eles não puderam desaprovar a mudança nem solicitar uma taxa de transferência, que teve de ser paga pelos Los Angeles Rams pela mudança para St. Louis. Para convencer Davis a retornar, Oakland gastou US $ 220 milhões em reformas no estádio. Estes incluíram uma nova seção de assentos - comumente conhecida como "Mount Davis" - com 10.000 lugares. Os Raiders pagam US $ 525.000 por ano em aluguel - uma fração do que o San Francisco 49ers nas proximidades pagaram para jogar no agora extinto Candlestick Park - e não pagam os custos operacionais ou de manutenção.
A jogada foi recebida com muita fanfarra e, sob o comando do novo técnico Mike White, a temporada de 1995 começou bem para os Raiders. Oakland começou com um recorde de 8-2, mas as contusões do quarterback Jeff Hostetler contribuíram para uma série de seis derrotas e o recorde final de 8-8. Os Raiders não conseguiram se classificar para os playoffs pela segunda temporada consecutiva.

#### Jon Gruden
Depois de mais duas temporadas com mais derrotas do que vitórias (7–9 em 1996 e 4–12 em 1997) sob o comando de White e de seu sucessor, Joe Bugel, Davis selecionou um novo treinador de fora da organização Raiders pela segunda vez, quando contratou o ex- coordenador ofensivo do Philadelphia Eagles, Jon Gruden. Gruden trabalhou anteriormente no 49ers e no Green Bay Packers sob o comando do técnico Mike Holmgren. Sob o comando de Gruden, os Raiders registraram recordes de 8-8 em 1998 e 1999.
Oakland terminou com um recorde de 12-4 na temporada de 2000, a equipe mais bem sucedida da década. Liderado pelo veterano quarterback Rich Gannon (MVP), Oakland conquistou seu primeiro título da divisão desde 1990, e avançou para o AFC Championship, onde Gannon se machucou depois de ser sacado. O ataque dos Raiders lutou sem Gannon mas perderam por 16-3 para o eventual campeão do Super Bowl, Ravens.

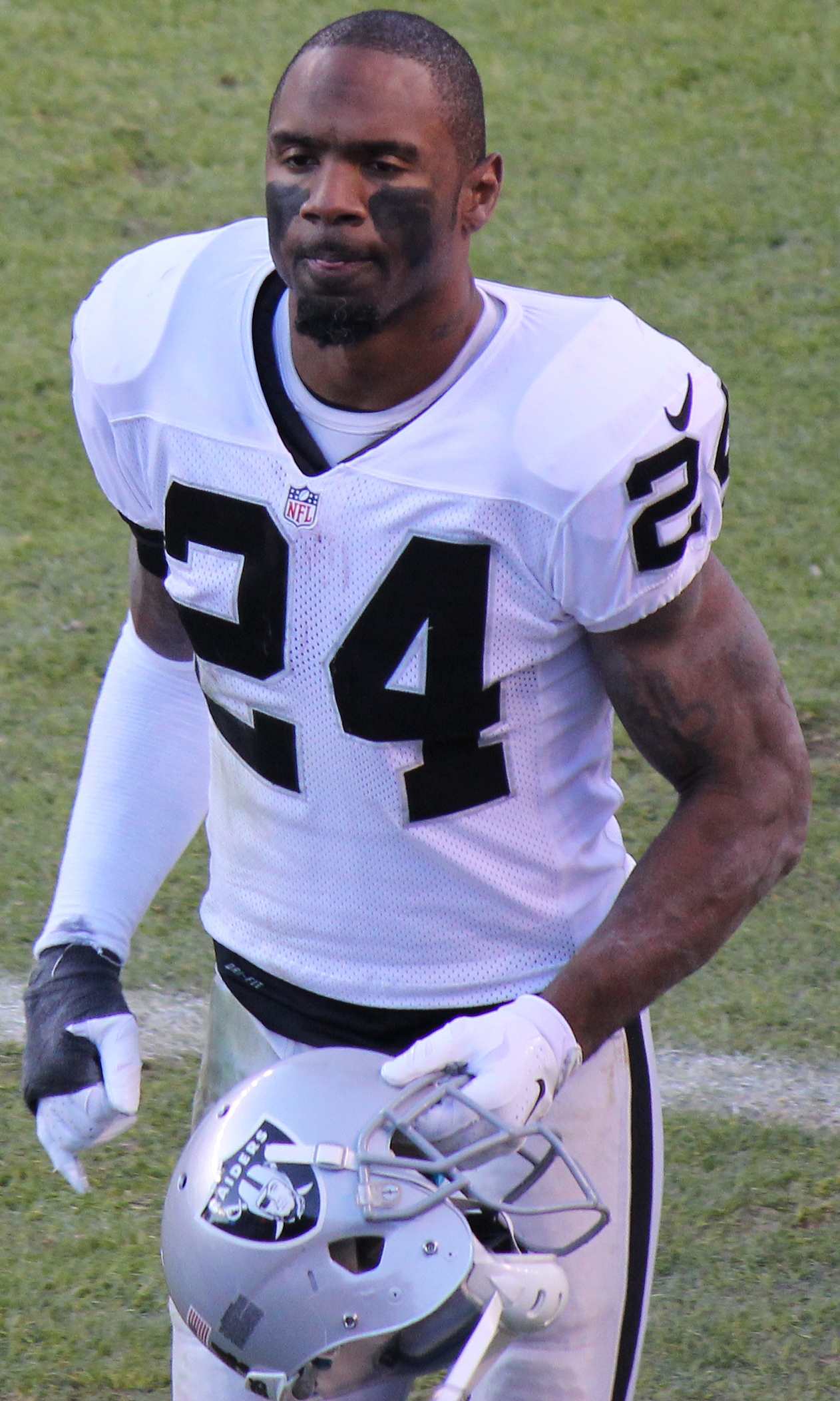
Charles Woodson foi o primeiro e ainda é o único jogador defensivo a ganhar o Heisman Trophy. Woodson foi selecionado pelos Raiders com a quarta escolha do Draft de 1998.

Os Raiders adquiriram o principal recebdor de todos os tempos, Jerry Rice, antes da temporada de 2001. Eles começaram 10-3, mas perderam seus últimos três jogos e terminaram com um recorde de 10-6 e uma vaga no wild card. Eles derrotaram o New York Jets por 38-24 no wild card para avançar para enfrentar o New England Patriots. O jogo foi para a prorrogação e os Patriots venceram por 16-13.

#### Bill Callahan
Logo após a temporada, os Raiders fizeram um movimento que envolvia liberar Gruden de seu contrato e permitir que o Tampa Bay Buccaneers o contratassem. Em troca, os Raiders receberam dinheiro e futuras escolhas de draft dos Buccaneers. A mudança repentina ocorreu depois de meses de especulação na mídia de que Davis e Gruden se desentenderam, pessoal e profissionalmente. Bill Callahan, que servia como coordenador ofensivo da equipe e treinador da linha ofensiva durante o mandato de Gruden, foi nomeado treinador principal.
Sob o comando de Callahan, os Raiders terminaram a temporada de 2002 com um recorde de 11-5 e conquistaram seu terceiro título consecutivo da divisão. Rich Gannon foi nomeado MVP da NFL depois de passar para 4,689 jardas. Depois de vencer os Jets e os Titans por grandes margens nos playoffs, os Raiders fizeram sua quinta aparição no Super Bowl no Super Bowl XXXVII. Seu adversário era o Tampa Bay Buccaneers, treinado por Gruden. Os Raiders, que não haviam feito mudanças significativas nos esquemas ofensivos de Gruden, foram interceptados cinco vezes e perderam por 48-21. Alguns jogadores de Tampa Bay afirmaram que Gruden deu a eles tantas informações sobre o ataque de Oakland que eles sabiam exatamente quais jogadas estavam sendo feitas.
A segunda temporada de Callahan como técnico principal foi consideravelmente menos bem sucedida. Oakland terminou com um recorde de 4-12, o que foi a pior temporada desde 1997. Depois de uma derrota para o Denver Broncos, um visivelmente frustrado Callahan exclamou: "Temos que ser o time mais idiota da América em termos de jogar o jogo." No final da temporada regular de 2003, Callahan foi demitido e substituído pelo ex-treinador do Washington Redskins, Norv Turner.

### Carrossel de treinador

#### Norv Turner
A sorte da equipe não melhorou no primeiro ano de Turner. Oakland terminou a temporada com um recorde de 5-11 de 2004, com apenas uma vitória na divisão. Kerry Collins, que levou o New York Giants ao Super Bowl XXXV e assinou com o Oakland após a temporada de 2003, tornou-se quarterback titular do time.
Em um esforço para reforçar seu ataque, no início de 2005, os Raiders adquiriram o wide receiver Randy Moss, através de uma troca com o Minnesota Vikings, e assinou com o Running Back Lamont Jordan do New York Jets. Depois de uma temporada de 4-12, Turner foi demitido como treinador principal.

#### Retorno de Art Shell
Em 11 de fevereiro de 2006, a equipe anunciou o retorno da Art Shell como treinador principal. Ao anunciar a mudança, Al Davis disse que demitir Shell em 1995 foi um erro. Sob o comando da Shell, os Raiders perderam seus cinco primeiros jogos em 2006 a caminho do recorde de 2-14, o pior desde 1962. Apesar de ter uma das melhores defesas, o ataque de Oakland sofreu muito, com apenas 168 pontos (menor número na história da franquia) e permitindo 72 sacks. O wide receiver Jerry Porter foi contratado por Shell durante a maior parte da temporada no que muitos consideravam uma decisão pessoal, e não relacionada ao futebol. Shell foi demitido novamente no final da temporada. Os Raiders também ganharam o direito à primeira escolha geral no Draft de 2007 pela primeira vez desde 1962, em virtude de ter o pior recorde da liga.

#### Lane Kiffin
A equipe anunciou em 22 de janeiro de 2007, a contratação da coordenadora ofensiva da USC, Lane Kiffin, de 31 anos, a mais jovem treinadora da história da franquia e a mais jovem treinadora da NFL. No Draft de 2007, os Raiders selecionaram o quarterback de LSU, JaMarcus Russell, como a primeira escolha geral, apesar de uma forte objeção de Kiffin. Russell foi sem dúvida a maior decepção na história da NFL. Kiffin treinou os Raiders para um recorde de 4-12 na temporada de 2007. Depois de um período inicial de 1-3 e de meses de especulação e rumores, Davis demitiu Kiffin em 30 de setembro.

#### Tom Cable
Tom Cable foi nomeado como substituto provisório de Kiffin e foi oficialmente o 17º treinador dos Oakland Raiders em 3 de fevereiro de 2009.
Em 2010, os Raiders se tornaram o primeiro time na história da NFL a ficar invicto contra sua divisão, mas não foram para os playoffs (6-0 no AFC West, 8-8 no geral). Em 4 de janeiro de 2011, o proprietário Al Davis informou ao treinador Tom Cable que seu contrato não seria renovado, encerrando seu mandato com a organização. Muitos jogadores dos Raiders, como o punter Shane Lechler, ficaram chateados com a decisão.

#### Hue Jackson e morte de Al Davis
Em 17 de janeiro de 2011, foi anunciado que o coordenador ofensivo Hue Jackson seria o próximo treinador dos Raiders. Uma conferência de imprensa foi realizada em 18 de janeiro de 2011, para apresentar formalmente Jackson como o próximo treinador dos Raiders, o quinto em apenas sete anos. Após a morte de Davis durante a temporada de 2011, os novos proprietários Carol e Mark Davis decidiram levar a franquia em uma direção drasticamente diferente, contratando um gerente geral. Sua temporada terminou com outro decepcionante recorde de 8-8.

#### Dennis Allen
Os Raiders nomearam o diretor de operações de futebol do Green Bay Packers, Reggie McKenzie como o primeiro Gerente Geral da equipe em 6 de janeiro de 2012. Dada a total autonomia sobre as decisões, McKenzie, em seu primeiro dia no trabalho, demitiu o técnico Hue Jackson depois de apenas uma temporada. No processo, os Raiders perderam seu sexto treinador nas últimas dez temporadas, nenhum dos quais durou mais de duas temporadas. Duas semanas depois, McKenzie contratou o ex-coordenador defensivo dos Broncos, Dennis Allen, como treinador principal. A maior parte da equipe técnica foi substituída por novos treinadores.
Os Raiders terminaram a temporada com um recorde de 4-12.
Na Draft de 2014, os Raiders selecionaram o linebacker Khalil Mack na primeira rodada e o quarterback Derek Carr na segunda rodada, esperando que cada um deles ancorasse seu lado da bola. Depois de um início de 0-4 para a temporada de 2014 e um recorde de 8-28 como treinador, Allen foi demitido. O técnico da linha ofensiva, Tony Sparano, foi nomeado treinador interino em 30 de setembro. O Oakland Raiders terminou a temporada de 2014 com um recorde de 3-13. Carr foi titular em todos os 16 jogos, o primeiro quarterback desde 2002 a fazê-lo. Na primeira rodada, Mack terminou em terceiro na votação de Novato Defensivo do Ano.

### Breve ressurgimento e realocação

#### Jack Del Rio

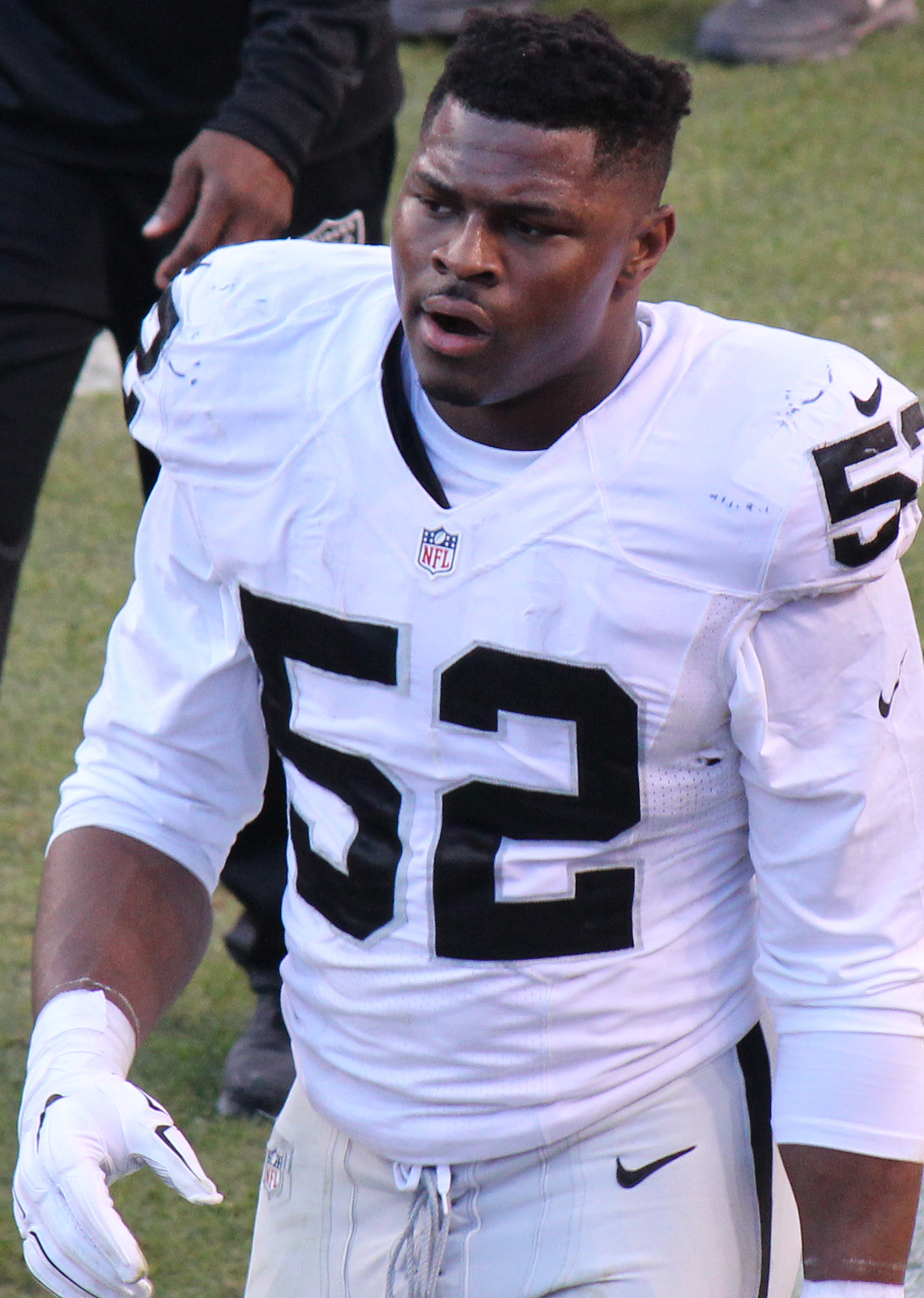
Khalil Mack, o primeiro jogador a ser selecionado como um AP All-Pro em duas posições no mesmo ano

Jack Del Rio foi contratado para se tornar o novo técnico do Oakland Raiders em 14 de janeiro de 2015, substituindo o demitido Dennis Allen (que coincidentemente o havia precedido como coordenador defensivo dos Broncos) e o técnico interino Tony Sparano.
Os Raiders mostraram uma grande melhora na primeira temporada de Del Rio, melhorando sua temporada de três vitórias em 2014, indo de 7-9 na temporada de 2015. O novato Amari Cooper cumpriu quase todas as expectativas e Derek Carr continuou sua melhora como quarterback. Cooper, Mack, Murray e Carr foram selecionados para participar do Pro Bowl. Khalil Mack foi o primeiro jogador a ser selecionado como All-Pro da AP em duas posições no mesmo ano.
No dia seguinte à conclusão da temporada regular de 2015, Raiders, St. Louis Rams e San Diego Chargers queriam ir para Los Angeles. Em 12 de janeiro de 2016, os proprietários da NFL votaram por 30–2 para permitir que os Rams retornassem a Los Angeles e aprovassem um projeto de estádio em Inglewood, Califórnia, proposto pelo proprietário dos Rams, Stan Kroenke. Os Chargers receberam uma aprovação para se mudarem também, condicionados a negociar um acordo de parceria com os Rams na construção do novo estádio. Os Raiders receberam permissão condicional para realocar se os Chargers recusassem sua opção primeiro.

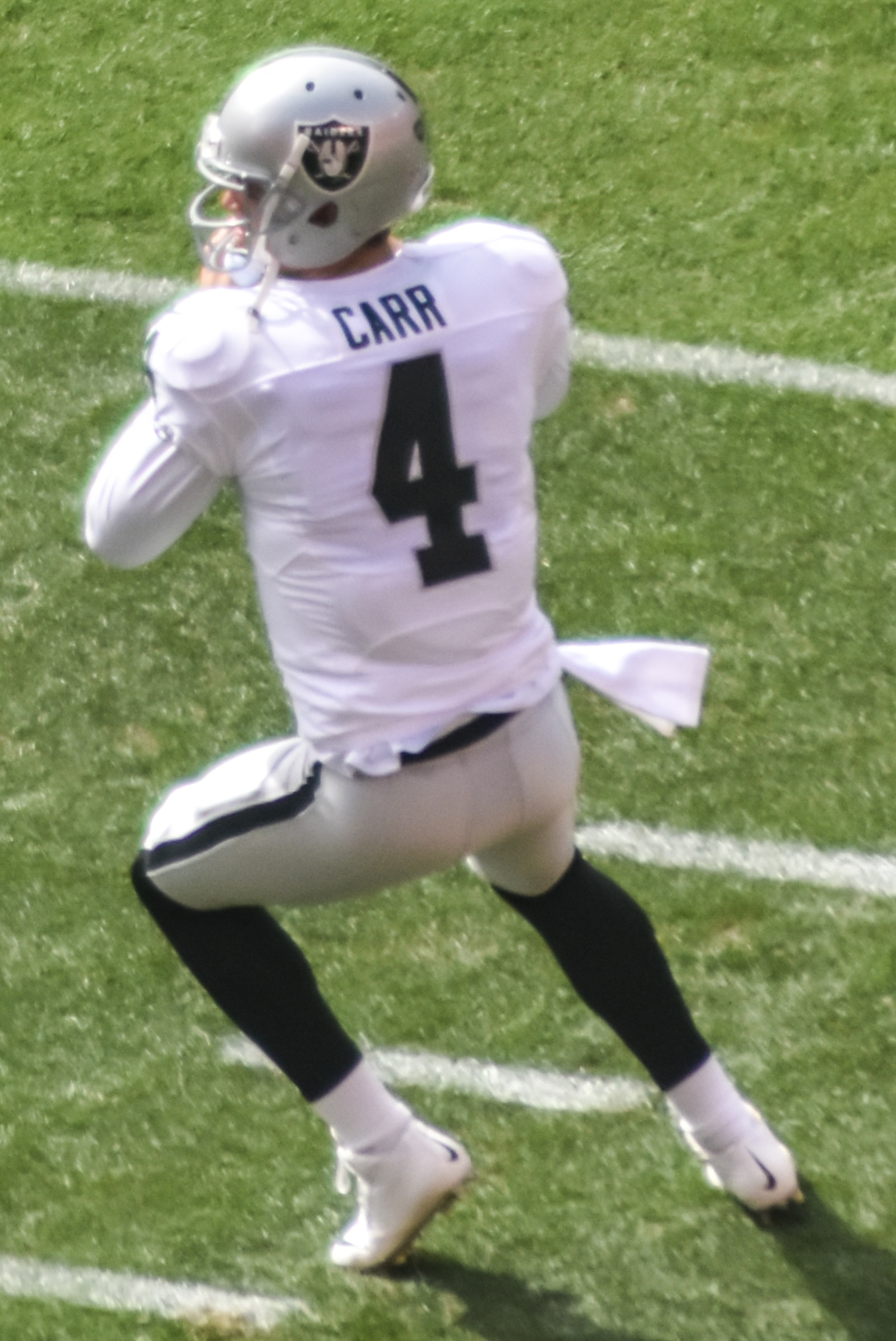
Os 53 TDs de Derek Carr nas suas duas primeiras temporadas são os segundos da história da NFL.

Como parte da decisão de recolocação dos Rams, a NFL se ofereceu para fornecer a Chargers e Raiders, US $ 100 milhões cada, se pudessem trabalhar em novos estádios em seus mercados domésticos. Os Chargers finalmente anunciaram em 12 de janeiro de 2017 que exerceriam sua opção de se mudar para Los Angeles após o fracasso de uma iniciativa eleitoral de novembro de 2016 para financiar um novo estádio em San Diego. Em um comunicado oficial sobre a decisão dos Rams, os Raiders sugeriram que "agora voltariam nossa atenção para explorar todas as opções para encontrar uma solução permanente para o estádio". Las Vegas e San Antonio foram fortemente rumores como possíveis destinos de mudança. Em meados de fevereiro de 2016, a equipe havia assinado um contrato de arrendamento de um ano com a cidade de Oakland para jogar no Coliseum com a opção de um segundo contrato de um ano.
No final de janeiro de 2016, o bilionário Sheldon Adelson, presidente e CEO do império de cassinos da Las Vegas Sands Corporation, propôs um novo estádio em Las Vegas para potencialmente abrigar a Universidade de Nevada e uma possível equipe da NFL. Adelson rapidamente procurou os Raiders para discutir a parceria da equipe no novo estádio. Em abril de 2016, sem prometer a mudança da equipe, o proprietário dos Raiders, Mark Davis, se reuniu com o Comitê de Infraestrutura de Turismo do Sul de Nevada e prometeu US $ 500 milhões para o estádio de Adelson se as autoridades concordassem em contribuir para o estádio.
Um grupo de investidores liderados por ex-estrelas da NFL, Ronnie Lott e Rodney Peete, propôs um novo estádio para a cidade de Oakland em junho de 2016, como forma de manter os Raiders na cidade.
A legislatura de Nevada aprovou um subsídio público de US $ 750 milhões para o estádio em Las Vegas em outubro de 2016. Davis informou a seus colegas proprietários da NFL que ele pretendia pedir transferência para Las Vegas após o final da temporada.
Em 28 de novembro de 2016, os Raiders garantiram sua primeira temporada vitoriosa desde 2002, a equipe conquistou o primeiro lugar na pós-temporada desde 2002 com uma vitória sobre o San Diego Chargers. Em 20 de dezembro de 2016, a NFL anunciou que os Raiders teriam sete seleções pro Pro Bowl: Khalil Mack, Derek Carr, Amari Cooper, Donald Penn, Kelechi Osemele, Rodney Hudson e Reggie Nelson. Este foi o maior número de seleções da equipe desde 1991 e o mais importante para qualquer time na temporada de 2016 da NFL.
Os Raiders enfrentaram o Houston Texans no Wild Card. Com lesões significativas prejudicando a equipe, incluindo a lesão do quarterback Derek Carr no segundo jogo da temporada regular, eles perderam para os Texans por 27-14.

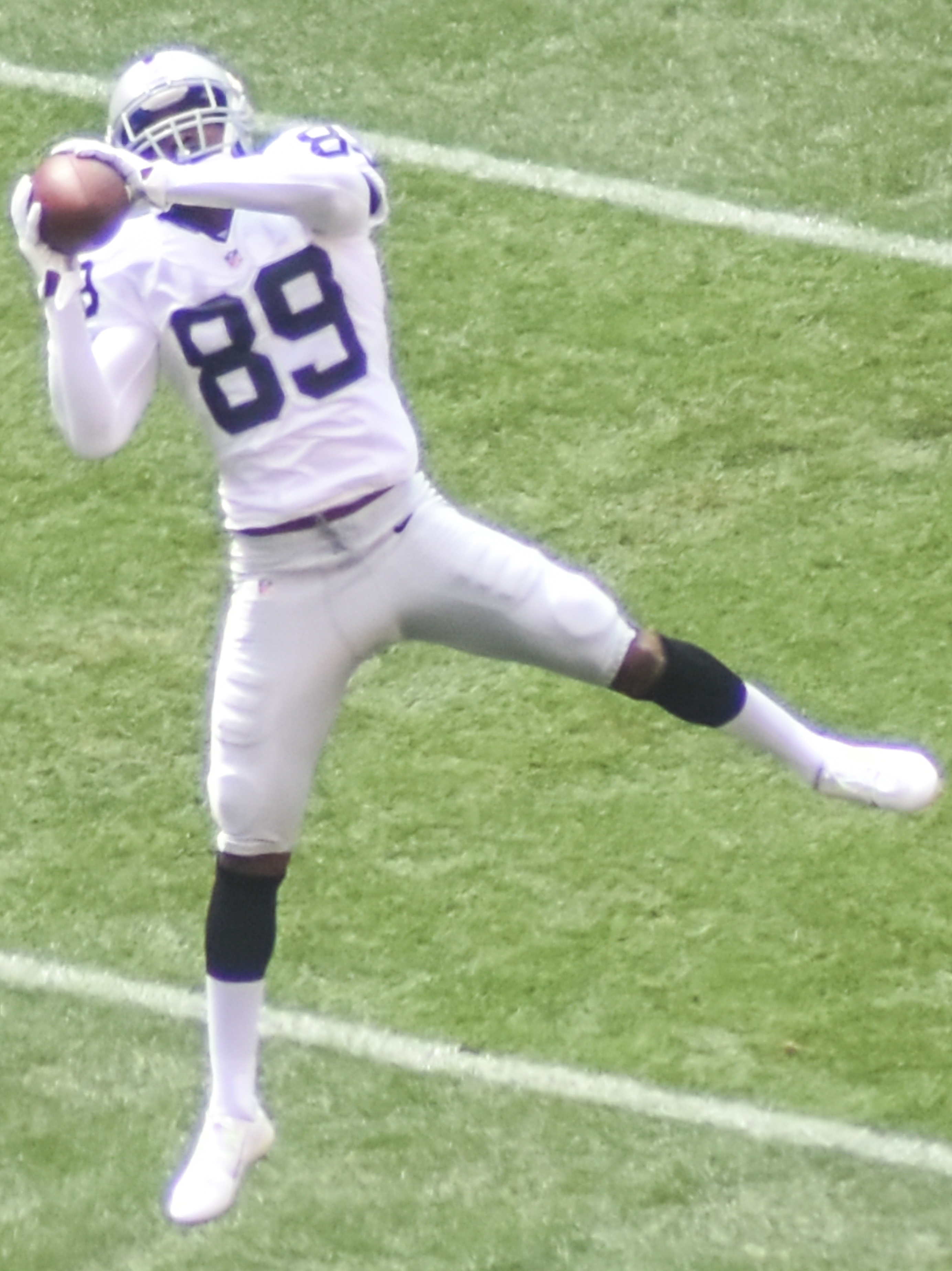
Amari Cooper tornou-se o primeiro novato na história dos Raiders a alcançar a marca de 1.000 jardas recebidos

Os Raiders arquivaram oficialmente a papelada com a NFL em 19 de janeiro de 2017, para se transferir para Las Vegas até a temporada de 2020. A votação para a realocação da equipe ocorreu em 27 de março de 2017 e a NFL aprovou oficialmente a transferência dos Raiders para Las Vegas por 31-1. Apenas o Miami Dolphins votaram contra. Posteriormente, a equipe anunciou que continuará a ser conhecida como Oakland Raiders nas temporadas de 2017 e 2018 e jogará seus jogos em Oakland por pelo menos duas temporadas.
Antes da temporada de 2017, os Raiders assinaram com o quarterback Derek Carr uma prorrogação do contrato de cinco anos no valor de  US $ 125 milhões. Em 31 de dezembro de 2017, após uma derrota para o Los Angeles Chargers na semana 17, o técnico Del Rio foi demitido por Mark Davis após ter recebido uma extensão de contrato de quatro anos antes da temporada.

#### Retorno de Jon Gruden
Em 6 de janeiro de 2018, a equipe anunciou o retorno de Jon Gruden como treinador principal. Gruden retornou aos Raiders e treinou após nove anos como comentarista da ESPN. Davis, que supostamente estava querendo contratar Gruden por seis anos, deu a Gruden um contrato de 10 anos no valor estimado de US $ 100 milhões.
Um dos primeiros movimentos importantes da segunda era de Gruden foi uma troca que enviou Khalil Mack, que estava esperando por um novo contrato para o Chicago Bears por duas escolhas da primeira rodada e depois mandou Amari Cooper para o Dallas Cowboys por outra escolha de primeira rodada de draft.

### Era Las Vegas (2020–presente)
Em 22 de janeiro de 2020, a liderança do time anunciou oficialmente que os Raiders haviam se realocado para a área de Las Vegas.

## Títulos

### AFL
Os Raiders terminaram a temporada de 1967 com um recorde de 13–1–0 e venceram a AFL de 1967. Eles posteriormente perderam para o Green Bay Packers no Super Bowl II.
| Temporada | Treinador  | Local               | Oponente       | Placar | Jogo |
| --------- | ---------- | ------------------- | -------------- | ------ | ---- |
| 1967      | John Rauch | Oakland, Califórnia | Houston Oilers | 40–7   | VIII |

### Super Bowl
Os Raiders ganharam um total de 3 Super Bowls. Eles ganharam seu primeiro Super Bowl com John Madden e os dois seguintes com Tom Flores.
| Temporada | Treinador   | Local                  | Oponente            | Placar | Super Bowl |
| --------- | ----------- | ---------------------- | ------------------- | ------ | ---------- |
| 1976      | John Madden | Pasadena, California   | Minnesota Vikings   | 32–14  | XI         |
| 1980      | Tom Flores  | New Orleans, Louisiana | Philadelphia Eagles | 27–10  | XV         |
| 1983      | Tom Flores  | Tampa, Florida         | Washington Redskins | 38–9   | XVIII      |

## Logotipos e uniformes

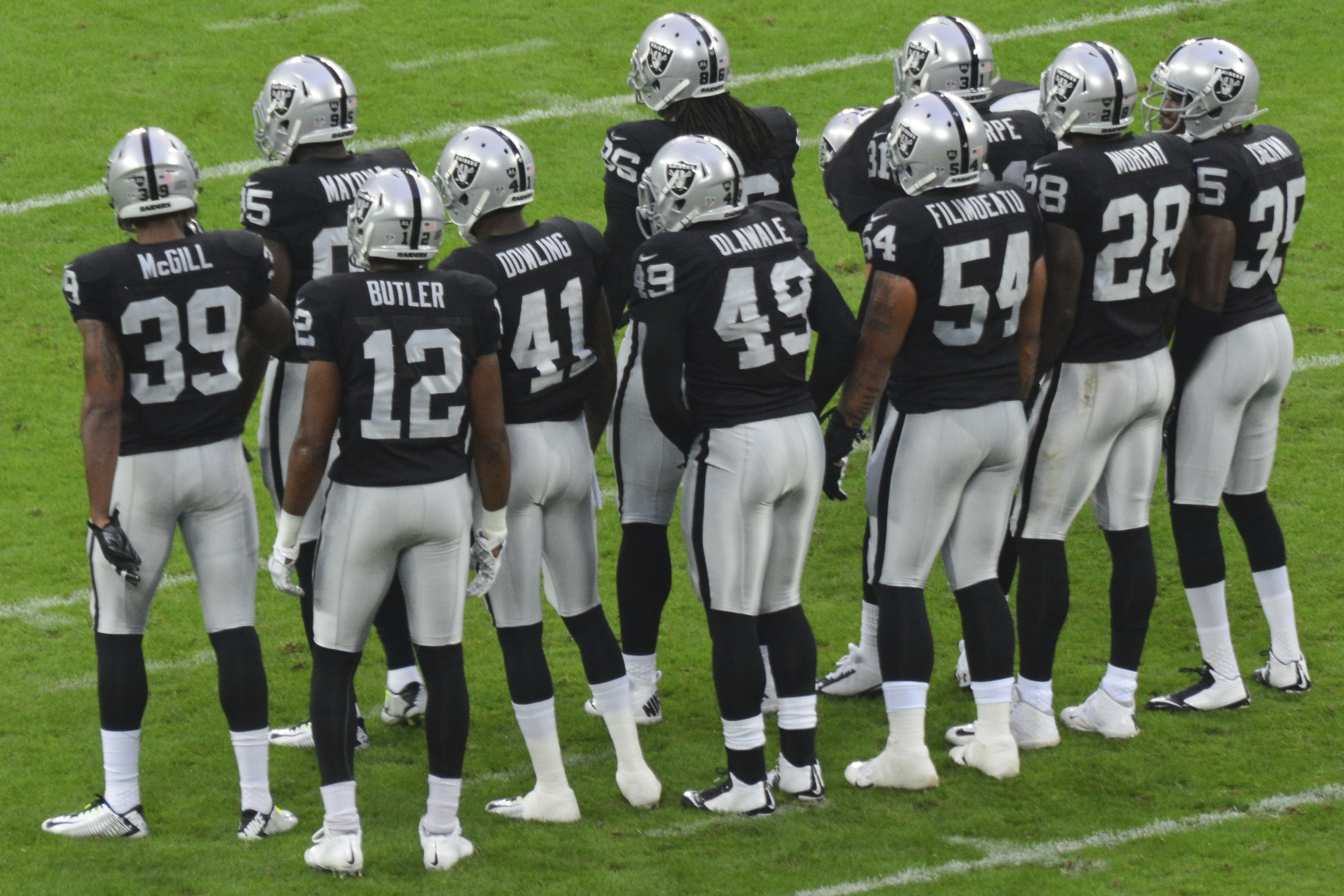
Raiders usando o uniforme preto

Quando a equipe foi fundada em 1960, o Oakland Tribune realizou um concurso de nome da equipe. O nome vencedor foi o Oakland Señors. Depois de alguns dias sendo alvo de piadas locais, a equipe novata (e seus donos) mudaram o nome da equipe nove dias depois para o Oakland Raiders, que haviam terminado em terceiro no concurso. Chet Soda contratou um renomado jornalista esportivo, Gene Lawrence Perry, como o primeiro diretor de Relações Públicas. Perry (que foi contratado em 1959) contratou um artista desconhecido de Berkeley e pediu que fosse criado um logotipo que incluísse um homem de capacete com tapa-olho, com o queixo firme de Randolph Scott, um conhecido ator de faroeste. O novo dono tinha o recém-criado logotipo Raiders, um pirata usando um capacete de futebol com um tapa-olho em um fundo dourado de futebol com duas espadas brancas em preto, com alças de ouro cruzadas atrás do futebol.
Os uniformes originais dos Raiders eram pretos e dourados com numerais góticos, enquanto os capacetes eram pretos com uma faixa branca e nenhum logotipo. A equipe usou este projeto de 1960 a 1962. Quando Al Davis tornou-se treinador principal e gerente geral em 1963, ele mudou o esquema de cores da equipe para prata e preto e adicionou um logotipo ao capacete. Este logo é um escudo que consiste na palavra "RAIDERS" no topo, dois cutlasses cruzados com alças para cima e corte para baixo e uma cabeça sobreposta de um Raider usando um capacete de futebol e um tapa-olho preto cobrindo seu olho direito. Ao longo dos anos, o logo sofreu pequenas modificações de cor (como mudar o fundo de prata para preto em 1964), mas permaneceu essencialmente o mesmo.
O atual design do uniforme de prata e preto dos Raiders permaneceu essencialmente o mesmo desde que estreou em 1963. Ele consiste em capacetes prateados, calças prateadas e camisas pretas ou brancas. As camisas pretas têm nomes e números em letras prateadas, enquanto as camisas brancas têm nomes e números em letras pretas com números de prata. Originalmente, as camisas brancas tinham letras pretas para os nomes e números de prata com um contorno preto grosso, mas eles foram mudados para preto com um contorno prateado para a temporada de 1964. Em 1970, a equipe usou numerais de prata com contorno preto e letras pretas para a temporada. No entanto, em 1971, a equipe novamente exibiu numerais negros e permaneceu assim desde então (com exceção da temporada de 1994 como parte do 75º aniversário da NFL, onde eles vestiram os capacetes de 1963 com os números de 1970 e letras pretas).
Os Raiders usaram suas camisas brancas em casa pela primeira vez em sua história em 28 de setembro de 2008 contra o San Diego Chargers. A decisão foi tomada por Lane Kiffin, que estava treinando seu último jogo para os Raiders e foi supostamente devido ao calor intenso.
Para a temporada de 2009, os Raiders participaram do AFL Legacy Program e usaram camisas dos anos 60 para jogos contra outras equipes da antiga AFL.
Nas temporadas de 2012 e 2013, a equipe usou chuteiras pretas como uma homenagem a Al Davis. No entanto, a equipe voltou para as chuteiras brancas em 2014.

## Estádios

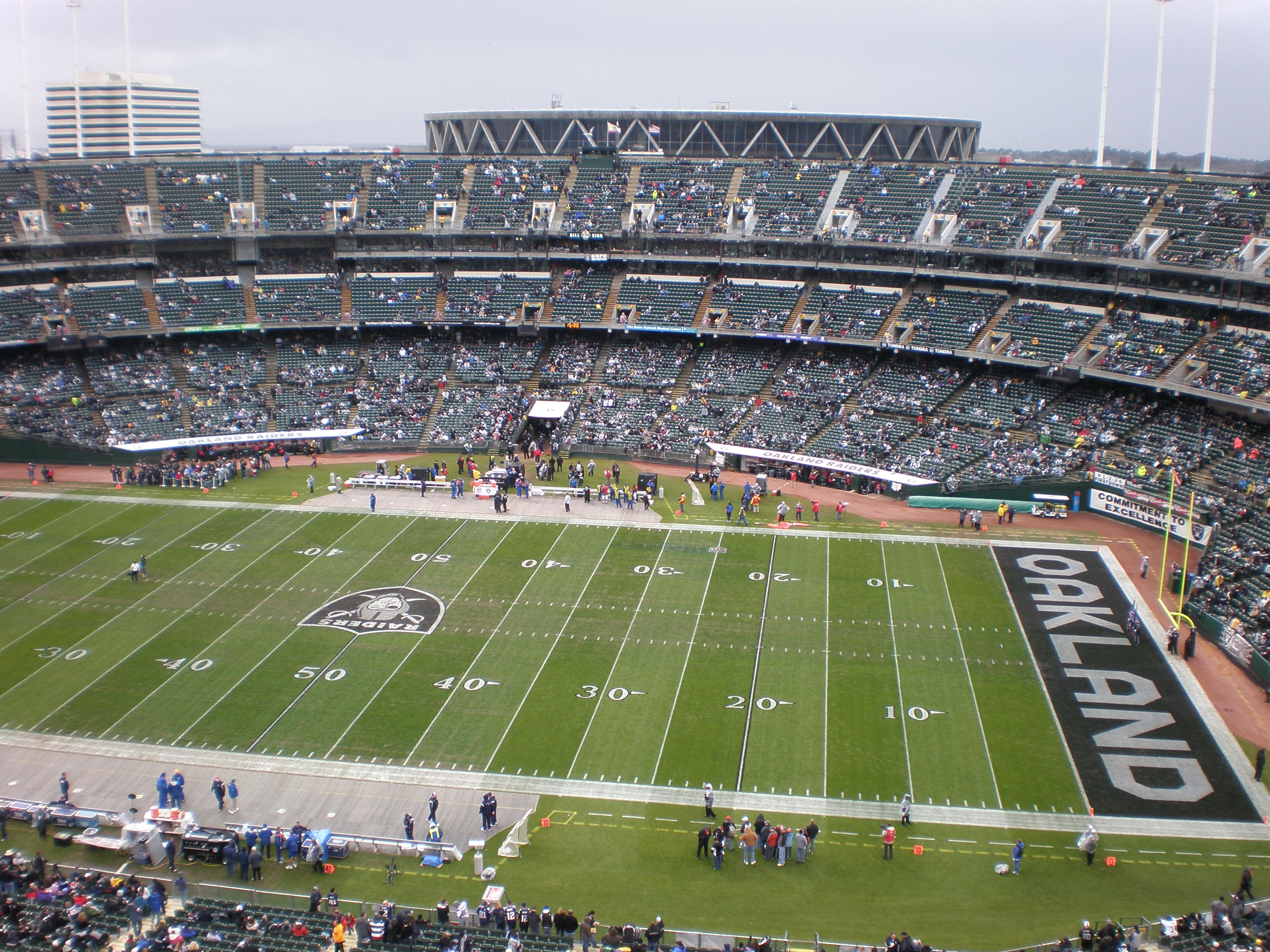
O Oakland Alameda Coliseum faz parte do complexo Oakland-Alameda County Coliseum, que consiste no estádio e na vizinha Oracle Arena. Foi a sede do time, enquanto estavam baseados em Oakland, de 1966 a 1981 e de 1995 a 2019

Depois de dividir a primeira temporada entre o Kezar Stadium e o Candlestick, os Raiders se mudaram exclusivamente para o Candlestick Park em 1961, onde a participação total da temporada foi de cerca de 50.000. Valley ameaçou tirar os Raiders da área, a menos que um estádio fosse construído em Oakland, então em 1962 os Raiders se mudaram para o campo de 18.000 lugares de Frank Youell (mais tarde expandido para 22.000 lugares), sua primeira casa em Oakland. Foi um lar temporário para a equipe enquanto o Oakland Alameda Coliseum, com 53.000 lugares, estava em construção; o Coliseu foi concluído em 1966. Os Raiders derrotaram e perderam todas as outras 31 equipes da NFL no Coliseu pelo menos uma vez.
Em 23 de setembro de 1973, os Raiders fizeram um jogo de temporada regular no California Memorial Stadium, em Berkeley, Califórnia,  devido a um conflito de agendamento com o Atletismo. A equipe derrotou os Dolphins por 12-7, terminando a série de vitórias de Miami.
Durante os anos de Los Angeles, os Raiders jogaram no Los Angeles Memorial Coliseum com 93.000 lugares.
A partir da suposição da equipe por Mark Davis em 2011, os Raiders foram sujeitos a especulações de realocação desenfreada enquanto a equipe tentava encontrar um novo estádio em Oakland ou em outro lugar, devido à idade de Oakland Alameda Coliseum e o término do contrato de aluguel da equipe no final de 2016. Depois de analisar uma variedade de opções na Bay Area, em Los Angeles e em outros lugares, a equipe foi transferida para Las Vegas, Nevada em 2020.
Em 2017, quando o time começou o processo de se realocar para Las Vegas, eles começaram a construir o Allegiant Stadium, em Paradise, Nevada, para servir como sua nova casa. O estádio novo tem capacidade para 65 000 torcedores e começou a ser usado em 2020.

### Las Vegas
Em 27 de março de 2017, os proprietários da equipe da NFL votaram 31-1 para aprovar a mudança dos Raiders para Las Vegas, Nevada. A equipe está programada para começar a jogar como Las Vegas Raiders na temporada de 2020, jogando em casa no Las Vegas Stadium, embora uma mudança para Las Vegas possa acontecer em 2019 com o Sam Boyd Stadium.
Os Raiders se tornaram a terceira franquia da NFL a se realocar nos anos 2010, seguindo a mudança do Rams de St. Louis de volta a Los Angeles, em 12 de janeiro de 2016, e a mudança dos Chargers de San Diego para Los Angeles em 12 de janeiro de 2017. A mudança dos Raiders para Las Vegas vem depois de anos de esforços fracassados para renovar ou substituir o Oakland Alameda Coliseum.

#### Santa Clara, Califórnia
Houve discussões para os Raiders dividirem o Levi's Stadium com o San Francisco 49ers. No entanto, os 49ers seguiram em frente sem os Raiders e chegaram ao estádio de US $ 1,2 bilhão em 19 de abril de 2012 e desde então venderam US $ 670 milhões em assentos, incluindo 70% de suítes de luxo, tornando improvável que os Raiders continuassem a explorar a ideia de dividir o estádio como se fossem agora inquilinos secundários com pouco ou nenhum direito comercial sobre as suítes de luxo altamente lucrativas.
Mark Davis, dono dos Raiders, aumentou ainda mais a improbabilidade dos Raiders e dos 49ers de dividir o estádio quando disse ao repórter da NFL Network, Ian Rapoport, que não tem planos de dividir o estádio, mas reconheceu a necessidade dos Raiders por uma nova casa. Quando o Levi's Stadium teve sua inauguração em 17 de julho de 2014, o comissário da NFL, Roger Goodell, mencionou ao público que seria uma ótima casa para os Raiders e que cabe à equipe decidir se quer ou não jogar lá.
Se os Raiders tivessem se mudado para Santa Clara, isso teria marcado a terceira vez que os Raiders e os 49ers usariam o mesmo local. Antes do Coliseu ser construído, os Raiders dividiram o Kezar Stadium e o Candlestick Park em 1960 e 1961.

#### Los Angeles
Em 19 de fevereiro de 2015, os Raiders e os Chargers anunciaram que construiriam um estádio de US $ 1,78 bilhão financiado pelo setor privado em Carson, Califórnia, se fossem para o mercado de Los Angeles. Ambas as equipes afirmaram que continuariam tentando construir estádios em suas respectivas cidades. O Conselho da Cidade de Carson contornaria o voto do público e aprovaria o plano. O conselho votou sem esclarecer várias questões, incluindo quem financiaria o estádio, como seria necessária a tripla permuta de terra e como arrecadaria receita suficiente se apenas uma equipe se tornasse inquilina. Em 12 de janeiro, a NFL rejeitou o pedido de recolocação dos Raiders. No entanto, a NFL deixou aberta a possibilidade dos Raiders se mudarem para Los Angeles em 2019, jogando em um novo estádio em construção em Inglewood, Califórnia.

#### Novo estádio em Oakland
Em 7 de março de 2012, o então prefeito Jean Quan revelou um projeto ambicioso para a mídia que foi projetado para melhorar as instalações esportivas de todas as três principais equipes esportivas da cidade: os Raiders, o Oakland Athletics da MLB (MLB) e o Golden State Warriors da NBA. O projeto, apelidado de Coliseum City, havia implicado a reconstrução do atual complexo Oakland Alameda Coliseum. O redesenvolvimento teria visto a construção de dois novos estádios no local atual, um estádio somente de beisebol e um estádio somente de futebol americano, enquanto o Oracle Arena, sede dos Warriors, será reconstruído ou passará por extensas reformas. Uma soma de US $ 3,5 milhões foi comprometida com o planejamento preliminar do projeto. No entanto, nenhum funcionário de nenhuma das equipes de Oakland esteve presente na conferência de imprensa.
De acordo com o San Francisco Business Times, Fred Blackwell, administrador de Oakland, disse que a Bay Investment Group LLC, uma entidade formada pela Colony Capital LLC, Rashid Al Malik (presidente e CEO da HayaH Holdings) e a cidade, tinham vários detalhes para continuar trabalhando para o projeto prospectivo de US $ 2 bilhões do Coliseum City, que cobria 800 acres em torno do Oakland Alameda Coliseum Complex. A equipe de desenvolvimento também incluiu a JRDV Urban International, a HKS Architects e a Forest City Real Estate Services. Em uma situação ideal, a construção teria começado no final de 2014. Enquanto isso, a partir de 2014, os Warriors estavam planejando construir uma nova arena em Mission Bay e voltar para a Bay Area.
Em 23 de maio de 2016, foi relatado pelo San Francisco Chronicle e outros meios de comunicação que um grupo liderado pelo membro do Hall of Fame da NFL, Ronnie Lott, e o quarterback aposentado Rodney Peete estavam procurando construir um novo estádio para os Raiders. O grupo reuniu-se com executivos de equipes e autoridades da cidade de Oakland para informá-los sobre sua proposta. Eles também se encontraram com a prefeita Libby Schaaf. O Conselho de Supervisores da Comarca de Alameda votou para iniciar negociações com o grupo de Lott e com a cidade de Oakland com relação ao "preço e condições de venda" para a área de 120 acres do Oakland Coliseum e da Oracle Arena. Em 22 de novembro de 2016, foi anunciado um acordo para manter os Raiders em Oakland.
A proposta de Ronnie Lott foi votada pela cidade de Oakland e pelo distrito eleito de Alameda em 13 de dezembro de 2016 e aprovada por Oakland e pelo condado de Alameda. Em 1º de março de 2017, o Fortress Investment Group enviou uma versão ajustada do plano do estádio para a NFL. Em 27 de março de 2017, o plano de Las Vegas foi escolhido pelos proprietários da NFL, com a aprovação da eventual mudança da franquia para Las Vegas.

## Cultura

### Slogans

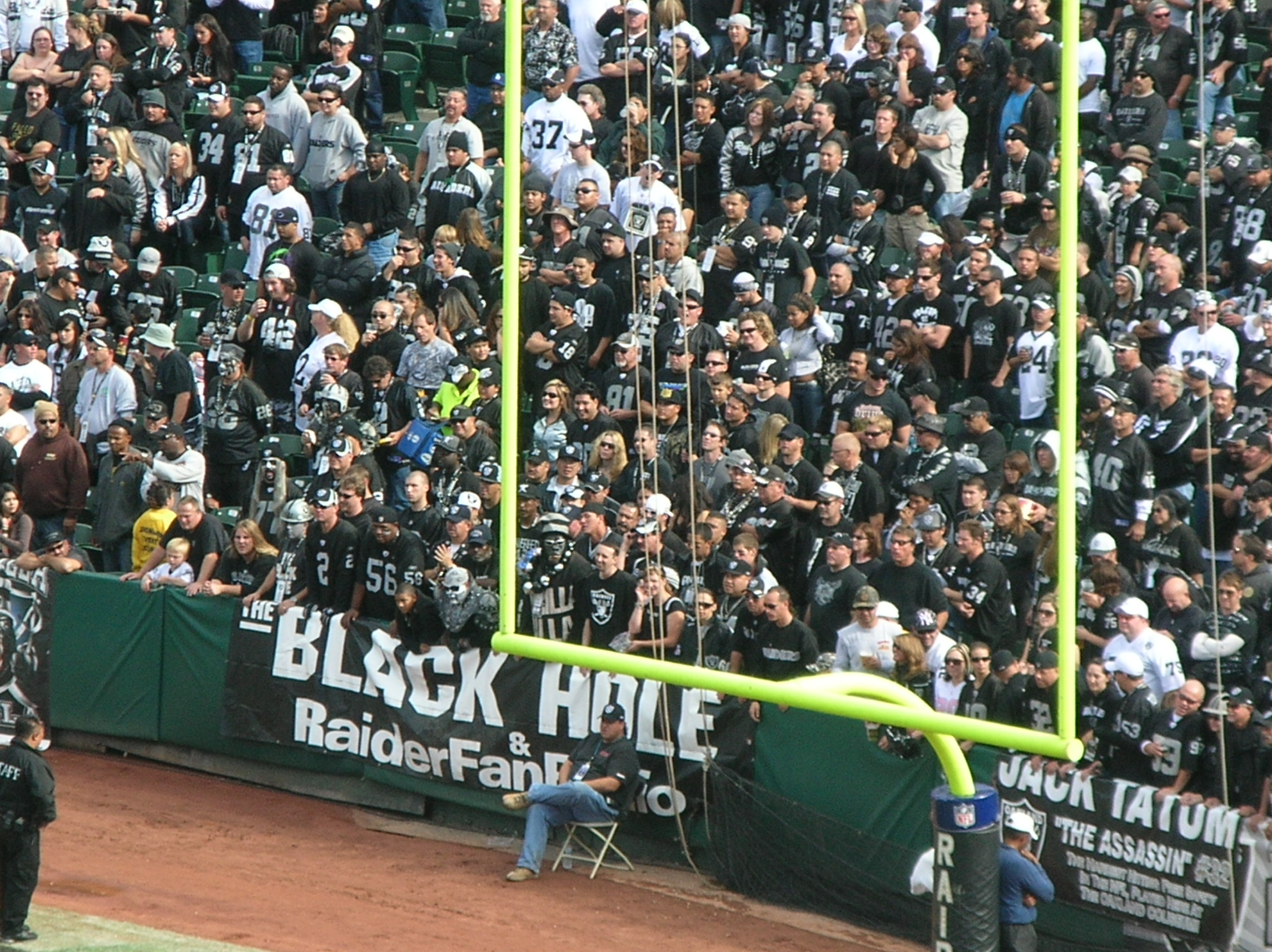
The Raider Nation é o nome não oficial para os fãs do Oakland RaidersL. Eles estão particularmente associados a uma seção do Oakland Alameda Coliseum conhecido como "Black Hole".

Al Davis cunhou slogans como "Pride and Poise", "Commitment to Excellence" e "Just Win, Baby" - todos eles são marcas registradas da equipe. "Compromisso com a Excelência" vem de uma citação de Vince Lombardi: "A qualidade da vida de uma pessoa é diretamente proporcional ao seu compromisso com a excelência, independentemente do campo de atuação escolhido."

### Raider Nation
O apelido de Raider Nation refere-se aos fãs mais difíceis da equipe espalhados pelos Estados Unidos e pelo mundo. Os membros da Raider Nation que participam de jogos em casa são conhecidos por chegar cedo ao estádio, fazer uso de tailgating e se vestir com máscaras faciais e roupas pretas. A Raider Nation também é conhecida pelo Black Hole, uma área específica do Coliseu freqüentada pelos fãs mais desordeiros e fervorosos da equipe.
Al Davis criou a Raider Nation em 1968. Em setembro de 2009, Ice Cube gravou uma canção para os Raiders chamada "Raider Nation". Em 2010, ele participou de um documentário para 30 for 30 da ESPN intitulado Straight Outta LA, que era focaliza principalmente no NWA e o efeito da imagem do Raiders em sua persona. Em 2012, Ice Cube escreveu outra música para os Raiders, como parte da campanha NFS Anthems da Pepsi, "Come and Get It". Foi lançado em 14 de setembro de 2012.

## Lideres de torcida

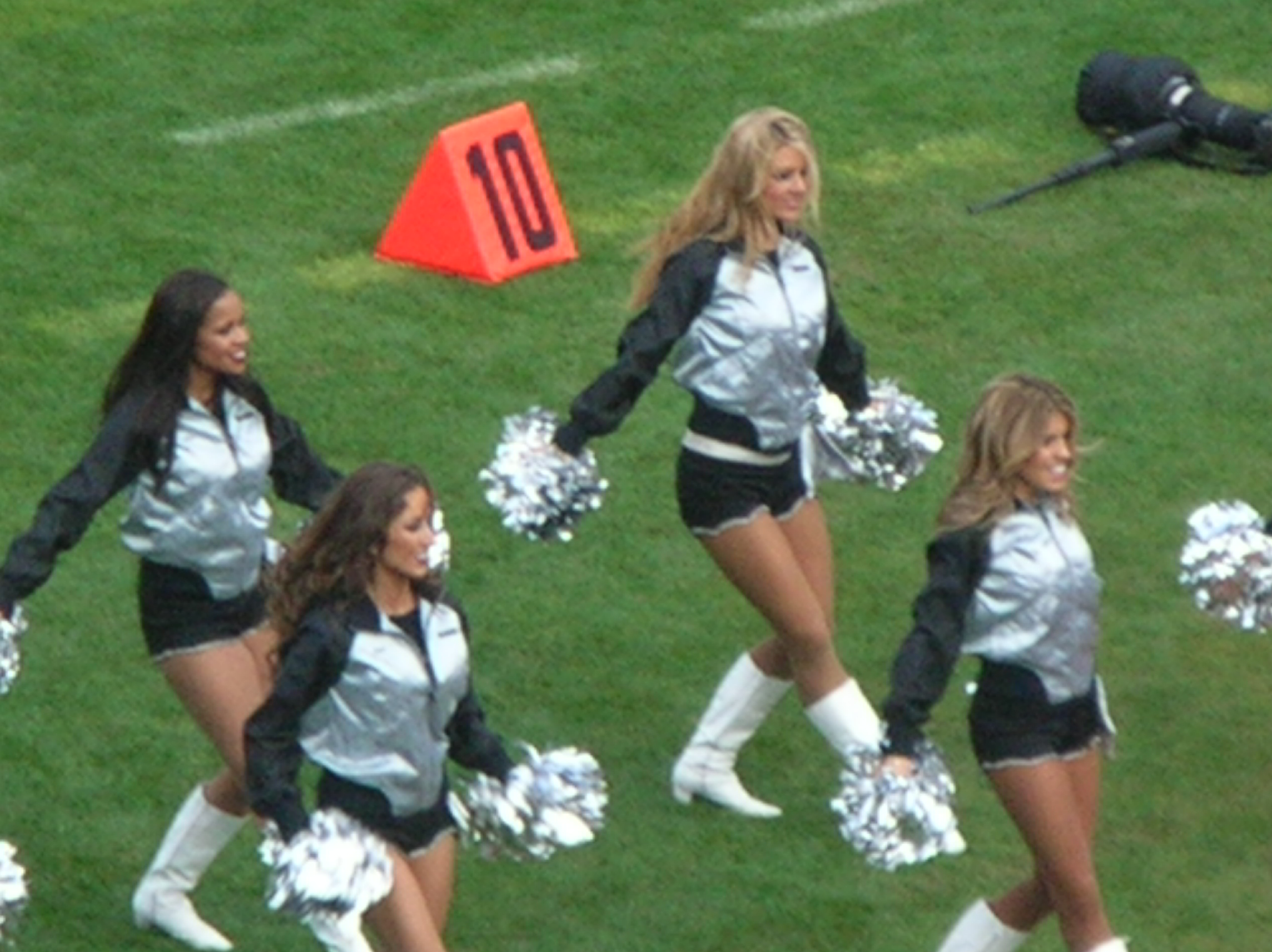
As Raiderettes se apresentando

Durante seu período em Oakland, as animadoras de torcida (cheerleaders) do time eram conhecidas como Raiderettes. Eles foram estabelecidos em 1961 como Oakland Raiderettes. Durante o tempo da equipe em Los Angeles, eles eram o Los Angeles Raiderettes. Eles foram anunciados como "Football's Fabulous Females".

## Rádio e televisão

### Rede de rádio
Os jogos dos Raiders são transmitidos em inglês em 16 estações de rádio na Califórnia, incluindo a estação principal KCBS-AM 740 AM em San Francisco com alguns jogos no KGMZ-FM 95.7 (FM). Além disso, os jogos são transmitidos em 20 estações de rádio em Nevada, Oregon, Colorado, Havaí e Arkansas. Brent Musburger é o narrador e o ex-Raiders, Lincoln Kennedy, faz comentários. George Atkinson e Jim Plunkett fazem comentários pré e pós-jogo. Compass Media Networks é responsável pela produção e distribuição de transmissões de rádio dos Raiders.
Bill King foi a voz dos Raiders de 1966 a 1992, durante os quais ele convocou aproximadamente 600 jogos. Os Raiders lhe deram os anéis pelas três vitórias no Super Bowl. King morreu em outubro de 2005 devido a complicações após a cirurgia. O ex-tight end do San Francisco 49ers, Monty Stickles, e Scotty Stirling, um jornalista esportivo do Oakland Tribune, atuaram como comentaristas com King.
Em junho de 2017, foi anunciado que o Beasley Media Group assinou um contrato de dois anos como o principal parceiro de rádio dos Raiders em Las Vegas. Estações de Beasley KCYE-FM (102.7) e KDWN-AM (720) começaram a transmitir todos os jogos de pré-temporada e temporada regular na temporada de 2017.

### Televisão
Os jogos dos Raiders são transmitidos na Bay Area na afiliada da CBS KPIX (CBS Channel 5) e em Las Vegas na afiliada da CBS KLAS-TV (CBS 8). O Sunday Night Football e o Thursday Night Footbal estão na filial da NBC Bay Area, KNTV (NBC Channel 11) e na afiliada de Las Vegas, KSNV (NBC 3).
À luz da transferência pendente da franquia para Las Vegas, a KVVU-TV, afiliada da Fox local em Las Vegas, transmite todos os jogos de pré-temporada. Da mesma forma, no mercado de Los Angeles, a KTLA (CW 5) é a afiliada local.

## Rivais
Os Raiders têm rivalidades com os outros três times da AFC West: Denver Broncos, Kansas City Chiefs e Los Angeles Chargers, além de uma rivalidade geográfica com o San Francisco 49ers. Eles também têm rivalidades com outras equipes que surgiram de batalhas de playoffs no passado, principalmente com o Pittsburgh Steelers e o New England Patriots. O Seattle Seahawks têm uma antiga rivalidade com Oakland também, mas a rivalidade se tornou menos relevante quando os Seahawks se mudaram para a NFC West como parte do realinhamento da NFL em 2002.

### Rivais de divisão
Kansas City Chiefs

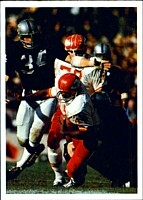
Os Raiders jogando contra os Chiefs na Final da AFL de 1969

Os Chiefs são os maiores (e mais odiados) rivais de divisão, e a rivalidade entre as duas equipes tiveram vários momentos memoráveis. Oakland perdeu a Final da AFL de 1969 contra o Kansas City, que venceu o Minnesota Vikings no Super Bowl posteriormente. De 1990 a 1999, os Raiders perderam 17 dos 20 encontros da temporada regular contra os Chiefs, incluindo uma sequência de derrotas de 10 jogos em Kansas City; os Raiders também perderam para os Chiefs em 28 de dezembro de 1991 no Wild Card por 10-6. Em 8 de setembro de 1996, os Chiefs também começaram a liderar a série geral contra os Raiders pela primeira vez desde 23 de novembro de 1969. Em 1 de janeiro de 2000, o último jogo da temporada regular da NFL em 1999, os Raiders derrotaram os Chiefs por pela primeira vez em Kansas City desde 1988.
Os Chiefs lideram a série geral por 63-53-2 e são o único time da AFC West que os Raiders têm um histórico de derrotas.
Denver Broncos

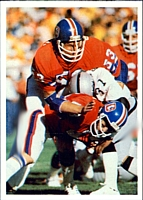
Os Raiders jogando contra os Broncos no AFC Championship Game de 1977.

A rivalidade dos Raiders com os Broncos, embora não tão amarga quanto sua rivalidade com os Chiefs, ainda é muito acalorada, já que as duas equipes se enfrentam duas vezes por ano desde o início da AFL. Os Raiders tiveram uma série de vitórias de 14 jogos contra os Broncos de 1965 a 1971, que duraram até 22 de outubro de 1972, quando os Broncos derrotaram os Raiders por 30-23. A primeira aparição no Super Bowl dos Broncos (na temporada de 1977) foi possível ao derrotar Oakland no AFC Championship. A pontuação final foi de 20-17.
Os Raiders ainda mantêm a vantagem na série histórica por 63-53-2 mas os Broncos acumularam 21 vitórias em 28 jogos.
Los Angeles Chargers
A rivalidade entre Los Angeles Chargers e Oakland data da temporada de 1963. Os Raiders tiveram uma sequência sem perder para os Chargers com um recorde de 16–0–2 de 1968 a 1977. Um dos jogos mais memoráveis entre essas equipes foi o jogo "Holy Roller" em 1978. Em janeiro de 1981, os Chargers jogaram a sua primeira final da AFC contra os Raiders e perderam por 34-27. Em 10 de outubro de 2010, os Raiders terminaram sua sequência de 13 derrotas para o San Diego Chargers com um placar de 35–27.
Os Raiders mantêm a vantagem geral da série em 63–54–2.

#### Batalha da baía
O San Francisco 49ers, localizados no outro lado da baía de São Francisco, são os rivais geográficos dos Raiders. O primeiro jogo, jogado em 1967, terminou com os 49ers derrotando os Raiders por 13-10. Após a fusão de 1970, os 49ers venceram em Oakland por 38-7. Como resultado, os jogos entre os dois são referidos como a "Batalha da Baía". Desde que os dois times jogam em diferentes conferências, as partidas da temporada regular acontecem apenas uma vez a cada quatro anos. Os torcedores e jogadores da equipe vencedora podem reivindicar o título de melhor equipe na área.
Em 20 de agosto de 2011, na terceira semana da pré-temporada, o jogo foi marcado por lutas em banheiros e arquibancadas no Candlestick Park, incluindo um tiroteio fora do estádio em que vários ficaram feridos. A NFL decidiu cancelar todos os futuros jogos de pré-temporada entre os Raiders e os 49ers.
A série terminou em 1 de novembro de 2018 durante um jogo no Levi's Stadium, marcando a última vez que as duas equipes se reuniram antes de os Raiders se mudarem para sua nova casa em Las Vegas. O 49ers venceu o jogo por 34-3, empatando a série em 7-7.

### Rivais históricos
A rivalidade entre os Raiders e o New England Patriots data do seu tempo na AFL, mas foi intensificada durante um jogo de pré-temporada de 1978, quando Darryl Stingley ficou permanentemente paralisado após um ataque violento de um jogador dos Raiders. Antes disso, New England também perdeu um jogo de playoff em 1976 para os Raiders; o jogo é oficialmente conhecido como "The Ben Dreith Game" devido a uma penalidade controversa. New England Patriots lideram a série por 19-15-1.
O New York Jets começou uma forte rivalidade com os Raiders na AFL durante a década de 1960, que continuou durante grande parte da década de 1970, impulsionado em parte pela falha do quarterback Joe Namath durante um jogo de 1967 e a derrota amarga dos Raiders para os Jets no AFL Championship. Oakland Raiders lidera a série em 25-19-2.
Rivalidades que diminuíram nos últimos anos foram com o Miami Dolphins e o Houston Oilers/Tennessee Titans. Os Raiders enfrentaram os Dolphins duas vezes no início dos anos 70; os Dolphins derrotaram os Raiders na AFC Championship Game de 1973 a caminho do Super Bowl VIII. Oakland Raiders lidera a série em 20-18-1.
A rivalidade com o Pittsburgh Steelers tem sido historicamente muito apertada; a partir da temporada de 2015, os Raiders lideram a série na temporada regular por 12-10 e a série está empatada nos playoffs em 3-3. A rivalidade foi extremamente intensa durante a década de 1970. Os Steelers tiraram os Raiders dos playoffs em três de quatro temporadas consecutivas no início dos anos 70 até que os Raiders finalmente venceram os Steelers no AFC Championship de 1976 (e venceram o Super Bowl XI).
Os Raiders enfrentaram o Houston Oilers durante toda a era da AFL e duas vezes nos playoffs da AFL no final dos anos 60, vencendo por 40-7 em 1967 a caminho do Super Bowl II e 56-7 nos playoffs de 1969. Oakland derrotou os Oilers nos playoffs do Wild Card em 1980 e derrotou os Titans no AFC Championship Game de 2002 por 41-24. Oakland Raiders lidera a série em 30-20-0.

### Batalha histórica de Los Angeles
Como mencionado anteriormente, o Oakland Raiders e o Los Angeles Rams tiveram uma rivalidade durante os 13 anos em que ambas as equipes dividiram o mercado de Los Angeles. As equipes se encontraram seis vezes na temporada regular nesse período; Os Raiders venceram quatro vezes a batalha de Los Angeles.

## Donos, administração e operações financeiras

### Fundação da franquia
A cidade de Oakland foi premiada com a oitava franquia da AFL em 30 de janeiro de 1960. Como muitos dos jogadores originalmente redigidos da franquia de Minneapolis foram assinados por outras equipes da AFL, a AFL realizou um draft de 'alocação', no qual cada equipe destinou jogadores que poderiam ser escolhidos pelos Raiders.
Na época, Oakland parecia um lugar improvável para um time de futebol profissional. A cidade não pedia uma equipe, não havia um grupo de proprietários e não havia estádio em Oakland adequado para o futebol americano profissional (os estádios mais próximos eram em Berkeley e São Francisco) e já havia uma franquia bem-sucedida da NFL na Bay Area, o San Francisco 49ers. No entanto, os proprietários da AFL selecionaram Oakland após o proprietário do Los Angeles Chargers, Barron Hilton, ameaçar vender sua franquia, a menos que uma segunda equipe fosse colocada na Costa Oeste.
Ao receber a franquia, os líderes civis de Oakland encontraram um número de empresários dispostos a investir na nova equipe. Uma sociedade limitada foi formada para ser proprietária da equipe chefiada pelo sócio gerente geral Y. Charles (Chet) Soda (1908-89), um empreendedor imobiliário local, e incluía os sócios gerais Ed McGah (1899–1983), Robert Osborne (1898– 1968), F. Wayne Valley (1914-1986), Harvey Binns (1914-1982), Don Blessing (1904-2000) e Charles Harney (1902-1962), bem como numerosos parceiros limitados.
Os Raiders terminaram sua primeira campanha com um recorde de 6-8 e perderam US $ 500.000. Desesperadamente precisando de dinheiro para continuar administrando a equipe, a Valley recebeu um empréstimo de US $ 400.000 do fundador do Buffalo Bills, Ralph C. Wilson Jr.
Após a conclusão da primeira temporada, Soda desistiu da parceria e, em 17 de janeiro de 1961, Valley, McGah e Osborne compraram as ações dos outros quatro sócios. Logo depois, Valley e McGah compraram as ações Osborne. Valley acabou sendo nomeado como sócio-gerente geral.
Em 1962, Valley contratou Al Davis, ex-assistente técnico do San Diego Chargers, como treinador principal e gerente geral. Em abril de 1966, Davis deixou os Raiders depois de ser nomeado Comissário da AFL. Dois meses depois, a liga anunciou sua fusão com a NFL. Com a fusão, a posição de comissário não era mais necessária e Davis entrou em discussões sobre o retorno aos Raiders. Em 25 de julho de 1966, Davis retornou como proprietário da equipe. Ele comprou 10% de participação na equipe por US $ 18.000 e tornou-se o terceiro sócio geral da equipe - o parceiro encarregado das operações do futebol.
Em 1972, com Wayne Valley fora do país por várias semanas participando dos Jogos Olímpicos de Munique, os advogados de Davis elaboraram um acordo de parceria revisado que lhe deu controle total sobre todas as operações dos Raiders. Sob a lei de parceria, por um 2-1 voto dos parceiros gerais, o novo acordo foi assim ratificado. Valley ficou furioso quando descobriu isso e imediatamente entrou com um processo para que o novo acordo fosse anulado, mas o tribunal ficou do lado de Davis e McGah.
Em 1976, Valley vendeu suas ações na equipe, e Davis - que agora possuía apenas 25% dos Raiders - estava firmemente no comando.

#### Estrutura atual de propriedade
Legalmente, o clube é uma sociedade limitada com nove parceiros - os herdeiros de Davis e os herdeiros dos oito parceiros da equipe original. De 1972 em diante, Davis tinha exercido controle quase completo como presidente da equipe. Embora as participações exatas da propriedade não sejam conhecidas, foi relatado que Davis detinha 47% das ações da equipe antes de sua morte em 2011.
Vários membros da família McGah entraram com uma ação contra Davis em outubro de 2003, alegando má administração da equipe por parte de Davis. O processo buscava danos monetários e a remoção da Davis e da A. D. Football, Inc. como sócio-gerente geral da equipe. Entre suas queixas específicas, os McGahs alegaram que Davis não forneceu informações financeiras detalhadas previamente fornecidas a Ed e E.J. McGah. Os Raiders rebateram que - sob os termos do acordo de parceria conforme emendado em 1972 - após a morte do ancião McGah em 1983, seu interesse de sócio geral se converteu ao de um sócio limitado. A equipe continuou a fornecer as informações financeiras para o McGah mais jovem como cortesia, embora não fosse obrigada a fazê-lo.
A maior parte do processo foi arquivada em abril de 2004, quando um juiz da Suprema Corte do condado de Alameda decidiu que o caso carecia de mérito, uma vez que nenhum dos outros sócios participaram da ação. Em outubro de 2005, o processo foi resolvido fora do tribunal. Os termos do acordo são confidenciais, mas foi relatado que sob seus termos Davis comprou o interesse da família McGah nos Raiders (aproximadamente 31%), o que deu a ele pela primeira vez uma participação majoritária, especulando ser aproximadamente 67% do total. Como resultado do acordo, detalhes confidenciais relativos a Al Davis e a propriedade dos Raiders não foram divulgados ao público. Sua participação acionária caiu para 47% quando ele vendeu 20% da equipe para investidores de Wall Street.
Em 2006, foi relatado que Davis estava tentando vender a participação acionária de 31% na equipe obtida da família McGah. Ele não teve sucesso nesse esforço, supostamente porque a venda não daria ao comprador qualquer controle sobre os Raiders, mesmo no caso da morte de Davis.
Al Davis morreu em 8 de outubro de 2011, aos 82 anos. Segundo um acordo de parceria de 1999, asações de Davis passaram para sua esposa, Carol. Após a morte de Davis, a diretora executiva da Raiders, Amy Trask, disse que a equipe "permanecerá na família Davis". O filho de Al e Carol, Mark, herdou o antigo posto de seu pai como sócio gerente geral e serve como a face pública da propriedade.

### Operações financeiras
De acordo com um relatório de 2023 divulgado pela revista Forbes, o valor total da equipe dos Raiders é de US$ 6,2 bilhões, ocupando o sexto lugar entre 32 equipes da NFL.
A equipe classificou-se entre as três últimas na liga de 2003 a 2005, e não conseguiu vender a maioria dos ingressos em seus jogos em casa. Uma das razões citadas para os números de comparecimento pobres foi a decisão de emitir licenças caras de assentos pessoais (PSLs) no retorno dos Raiders a Oakland em 1995. Os PSLs, que custavam de US $ 250 a US $ 4 mil, foram feitos para ajudar a pagar a dívida. US $ 200 milhões custaram à cidade de Oakland e Alameda County a expansão do Oakland Coliseum. Eles só foram válidos por dez anos, enquanto outras equipes os emitem permanentemente. Como resultado, menos de 31.000 PSLs foram vendidos para um estádio que detém o dobro desse número.
Em novembro de 2005, a equipe anunciou que estava assumindo a venda de ingressos da Associação de Marketing de Futebol de Oakland (OFMA) e abolindo as PSLs. Em fevereiro de 2006, a equipe também anunciou que reduziria os preços dos ingressos para a maioria das áreas do Coliseu de Oakland. Pouco antes do início da temporada da NFL de 2006, os Raiders revelaram que haviam vendido 37.000 ingressos para a temporada, acima dos 29.000 do ano anterior. Apesar do recorde de 2–14 da equipe, eles venderam seis de seus oito jogos em casa em 2006.

## Recordes

### Recordes em uma temporadas
Passando
- Jardas passadas: 4,689 – Rich Gannon (2002)
- Passes para touchdowns: 34 – Daryle Lamonica (1969)
- Passes completados: 418 – Rich Gannon (2002)
- Passes tentados: 618 – Rich Gannon (2002)
- Passe mais longo completo: 99 jardas – Jim Plunkett (1983)

Correndo
- Jardas terrestres: 1,759 – Marcus Allen (1985)
- Corridas: 380 – Marcus Allen (1985)
- Touchdowns terrestres: 16 – Pete Banaszak (1975)
- Mais longa corrida: 93 jardas – Terrelle Pryor (2013)
- Jardas terrestres por jogo: 109.9 jardas – Marcus Allen (1985)

Recebendo
- Recepções: 104 – Tim Brown (1997)
- Jardas recebidas: 1,408 – Tim Brown (1997)
- Touchdowns recebidos: 16 – Art Powell (1963)

Retornos
- Mais retornos de Punt: 62 – Fulton Walker (1985)
- Mais longo punt retornado: 97 jardas – Greg Pruitt (1983)
- Mais longo kickoff retornado: 104 jardas – Ira Matthews (1979)

Chutes
- Field goals: 35 – Jeff Jaeger (1993)
- Extra Points convertidos: 56 – George Blanda (1967)
- Punts: 109 – Marquette King (2014)
- Jardas no Punt: 4,930 – Marquette King (2014)

### Recordes na carreira
- Jardas passadas: 19,078 - Ken Stabler (1970–1979)
- Passes para touchdowns: 150 - Ken Stabler (1970–1979)
- Jardas terrestres: 8,545 - Marcus Allen (1982–1992)
- Touchdowns terrestres: 79 - Marcus Allen (1982–1992)
- Recepções: 1,070 - Tim Brown (1988–2003)
- Jardas recebidas: 14,734 - Tim Brown (1988–2003)
- Passes interceptados: 39 - Willie Brown (1967–1978) e Lester Hayes (1977–1986)
- Field goals: 557 - Sebastian Janikowski (2000–2016)
- Pontos: 1,799 - Sebastian Janikowski (2000–2016)
- Total touchdowns: 104 - Tim Brown (1988–2003)
- Média de retorno de punt: 18,0 - Bo Roberson (1962-1965)
- Média de retorno de Kickoff: 30,5 - Joe Stewart (1978-1979)
- Sacks: 107.5 - Greg Townsend (1983–1997)
- Tackles: 761 - Eddie Anderson (1987–1997)
- Vitórias (treinador): 103 - John Madden (1969-1978)

## Jogadores

### Membros do Hall of Fame

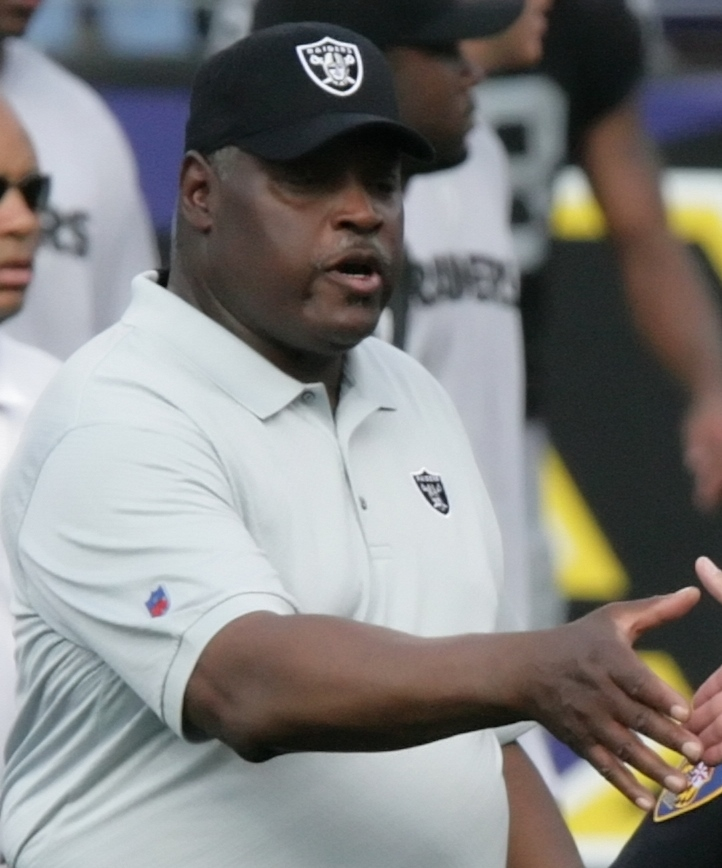
Art Shell

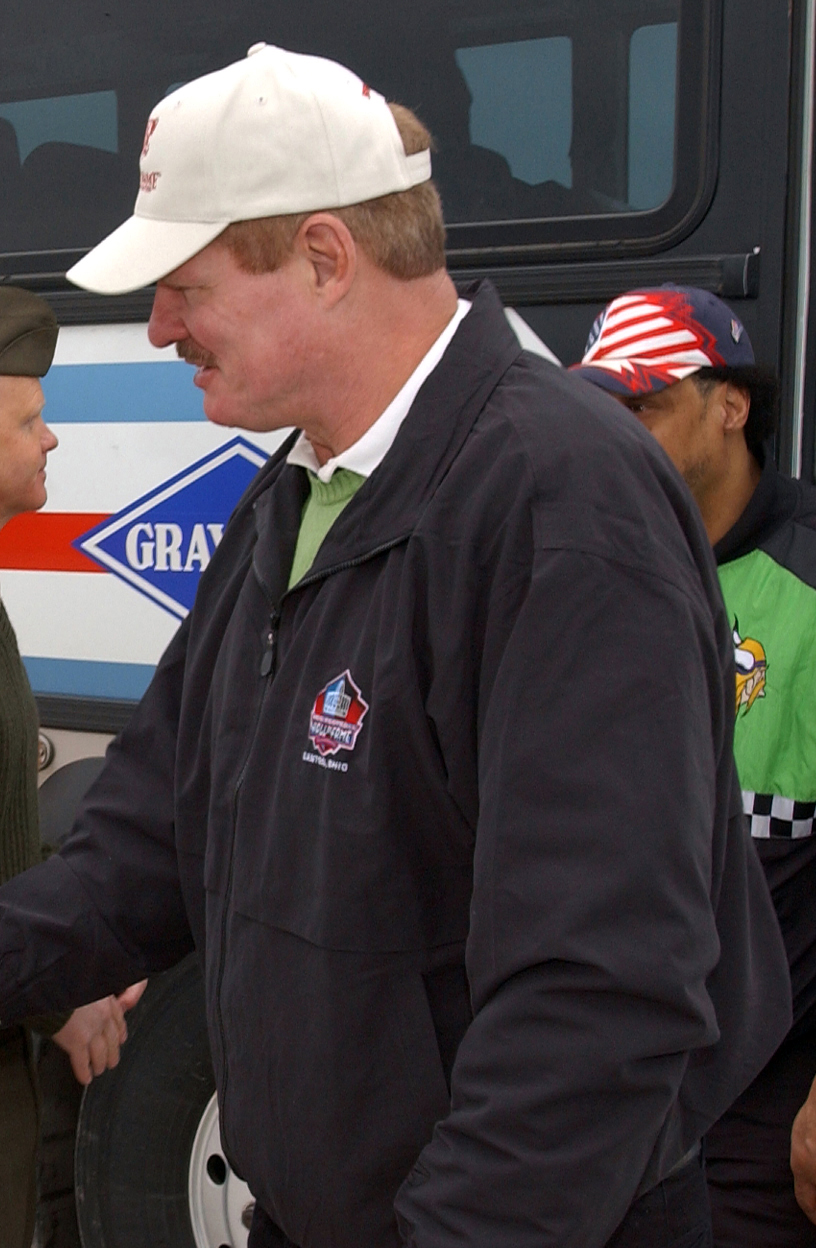
Ted Hendricks era um membro de quatro equipes vencedoras do Super Bowl (três com os Raiders e um com os Colts).

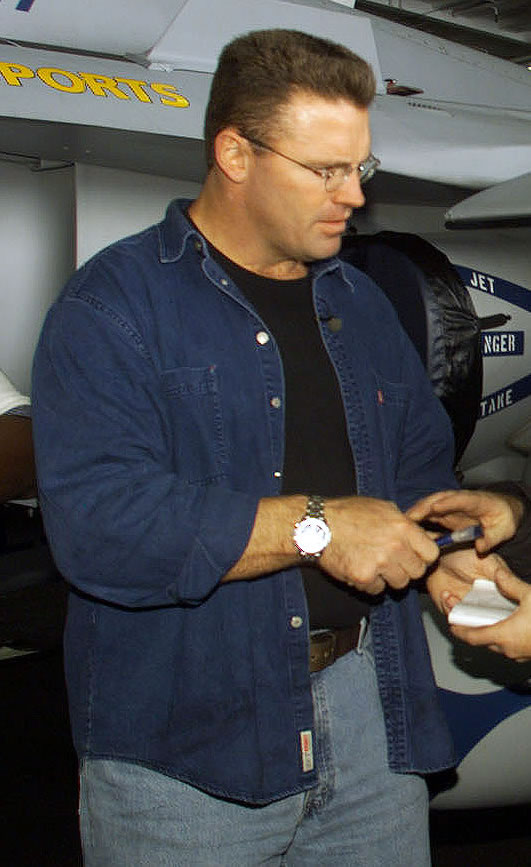
Howie Long

O Hall da Fama do Futebol Profissional introduziu 14 jogadores que deram sua principal contribuição ao futebol americano profissional enquanto estavam com os Raiders, além de o comissário-técnico Al Davis, o técnico John Madden e o executivo Ron Wolf. O total é de 25 membros no Hall of Fame.
Notas:
- O Hall of Fame, que fez a maior parte de sua principal contribuição para os Raiders, está listado em negrito.
- Os membros do Hall of Fame que passaram apenas uma pequena parte de sua carreira com os Raiders estão listados na fonte normal.

| Jogadores                     | Jogadores        | Jogadores                 | Jogadores           | Jogadores  |
| No.                           | Nome             | Posições                  | Temporadas          | Introdução |
| ----------------------------- | ---------------- | ------------------------- | ------------------- | ---------- |
| 77                            | Ron Mix          | OT                        | 1971                | 1979       |
| 00                            | Jim Otto         | C                         | 1960–1974           | 1980       |
| 16                            | George Blanda    | QB–K                      | 1967–1975           | 1981       |
| 24                            | Willie Brown     | CB                        | 1967–1978           | 1984       |
| 63                            | Gene Upshaw      | G                         | 1967–1981           | 1987       |
| 14, 25                        | Fred Biletnikoff | WR                        | 1965–1978           | 1988       |
| 78                            | Art Shell        | OT                        | 1968–1982           | 1989       |
| 83                            | Ted Hendricks    | LB                        | 1975–1983           | 1990       |
| 22                            | Mike Haynes      | CB                        | 1983–1989           | 1997       |
| 29                            | Eric Dickerson   | RB                        | 1992                | 1999       |
| 75                            | Howie Long       | DE                        | 1981–1993           | 2000       |
| 42                            | Ronnie Lott      | S                         | 1991–1992           | 2000       |
| 87                            | Dave Casper      | TE                        | 1974–1980, 1984     | 2002       |
| 32                            | Marcus Allen     | RB                        | 1982–1992           | 2003       |
| 80                            | James Lofton     | WR                        | 1987–1988           | 2003       |
| 76                            | Bob Brown        | OT                        | 1971–1973           | 2004       |
| 26                            | Rod Woodson      | S                         | 2002–2003           | 2009       |
| 80                            | Jerry Rice       | WR                        | 2001–2004           | 2010       |
| 99                            | Warren Sapp      | DT                        | 2004–2007           | 2013       |
| 8                             | Ray Guy          | P                         | 1973–1986           | 2014       |
| 81                            | Tim Brown        | WR                        | 1988–2003           | 2015       |
| 12                            | Ken Stabler      | QB                        | 1970–1979           | 2016       |
| 18                            | Randy Moss       | WR                        | 2005–2006           | 2018       |
| Treinadores e Contruibuidores |                  |                           |                     |            |
| Nome                          | Nome             | Posições                  | Temporadas          | Introdução |
| Al Davis                      | Al Davis         | Treinador-Dono-Comissário | 1963–2011           | 1992       |
| John Madden                   | John Madden      | Treinador                 | 1969–1978           | 2006       |
| Ron Wolf                      | Ron Wolf         | Olheiro Diretor Pessoal   | 1963–1974 1979–1989 | 2015       |

### Números aposentados
Os Raiders não tem nenhum número aposentado. Todos os 99 números estão disponíveis para qualquer jogador, independentemente da estatura ou que anteriormente usavam o número.

### Prêmios individuais
| Vencedores do MVP da NFL |              |          |
| Temporada                | Jogador      | Posições |
| 1974                     | Ken Stabler  | QB       |
| 1985                     | Marcus Allen | RB       |
| 2002                     | Rich Gannon  | QB       |

| Vencedores do MVP do Super Bowl |                  |          |
| Super Bowl                      | Jogador          | Posições |
| XI                              | Fred Biletnikoff | WR       |
| XV                              | Jim Plunkett     | QB       |
| XVIII                           | Marcus Allen     | RB       |

### Líderes
- Jardas Passadas: 19,078 - Ken Stabler (1970–1979)
- Passes para Touchdowns: 150 - Ken Stabler (1970–1979)
- Jardas terrestres: 8,545 - Marcus Allen (1982–1992)
- Touchdowns terrestres: 79 - Marcus Allen (1982–1992)
- Recepções: 1,070 - Tim Brown (1988–2003)
- Jardas de recepção: 14,734 - Tim Brown (1988–2003)
- Touchdowns recebidos: 99 - Tim Brown (1988–2003)
- Touchdowns totais: 104 - Tim Brown (1988–2003)
- Pontos: 1,799 - Sebastian Janikowski (2000–2017)
- Field Goals: 414 - Sebastian Janikowski (2000–2017)
- Jardas por punt: 48,215 - Shane Lechler (2000–2012)
- Jardas de retorno de Kickoff: 4,841 - Chris Carr (2005–2007)
- Jardas por retorno de Punt: 3,272 - Tim Brown (1988–2003)
- Interceptações: 39 - Willie Brown (1967–1978), Lester Hayes (1977–1986)
- Sacks: 107.5 - Greg Townsend (1983–1997)
- Mais vitórias de um treinador: 103 - John Madden (1969–1978)